# Lịch sử hành chính Hải Phòng
Hải Phòng là một thành phố thuộc vùng Đồng bằng sông Hồng, miền Bắc Việt Nam. Phía bắc giáp tỉnh Bắc Ninh và tỉnh Quảng Ninh, phía nam giáp tỉnh Hưng Yên, phía đông giáp Vịnh Bắc Bộ, phía tây giáp tỉnh Bắc Ninh và tỉnh Hưng Yên. Vào thời điểm hiện tại (năm 2025), thành phố Hải Phòng có 114 đơn vị hành chính cấp xã, gồm 67 xã, 45 phường và 02 đặc khu.

## Giai đoạn 1954 - 1975
Năm 1962, tỉnh Kiến An và thành phố Hải Phòng được hợp nhất thành một đơn vị hành chính lấy tên là thành phố Hải Phòng. Thành phố Hải Phòng có 13 đơn vị hành chính gồm 3 khu phố: Hồng Bàng, Lê Chân, Ngô Quyền; 1 thị xã Kiến An và 9 huyện: An Dương, An Lão, Cát Bà, Cát Hải, Hải An, Kiến Thụy, Thủy Nguyên, Tiên Lãng, Vĩnh Bảo.
Năm 1963, chia huyện Kiến Thụy thành hai đơn vị hành chính lấy tên là huyện Kiến Thụy và thị xã Đồ Sơn. Thị xã Đồ Sơn bao gồm khu vực Đồ Sơn và 2 xã Vạn Sơn, Ngọc Hải.
Năm 1966, hợp nhất huyện Hải An và huyện An Dương thành một huyện lấy tên là huyện An Hải; chuyển xã Bàng La của huyện Kiến Thụy về thị xã Đồ Sơn quản lý.
Năm 1969, hợp nhất huyện An Lão và huyện Kiến Thụy thành một huyện lấy tên là huyện An Thụy.

## Giai đoạn 1975 - 2025

### TỉnhHải Hưng- TỉnhHải Dương

#### ThờiViệt Nam Dân chủ Cộng hòa(1975 - 1976)
- Tính đến ngày 2 tháng 7 năm 1976, tổ chức trên địa bàn gồm 12 đơn vị hành chính cấp huyện, bao gồm thị xã Hải Dương và 11 huyện: Bình Giang, Cẩm Giàng, Chí Linh, Gia Lộc, Kim Thành, Kinh Môn, Nam Sách, Ninh Giang, Thanh Hà, Thanh Miện, Tứ Kỳ của tỉnh Hải Hưng.

#### Năm 1977: Quyết định số 58-CP
- Quyết định số 58-CP[4] ngày 11 tháng 3 năm 1977 của Hội đồng Chính phủ về việc hợp nhất một số huyện thuộc tỉnh Hải Hưng:
- Huyện Cẩm Giàng, huyện Bình Giang, huyện Cẩm Bình

1. Hợp nhất huyện Cẩm Giàng và huyện Bình Giang thành một huyện lấy tên là huyện Cẩm Bình.

#### Năm 1978: Quyết định số 52-BT
- Quyết định số 52-BT[5] ngày 27 tháng 3 năm 1978 của Phủ Thủ tướng về việc thành lập thị trấn Sao Đỏ trực thuộc huyện Chí Linh, tỉnh Hải Hưng:
- Huyện Chí Linh

1. Thành lập thị trấn Sao Đỏ thuộc huyện Chí Linh, tỉnh Hải Hưng.

#### Năm 1979: Quyết định số 70-CP
- Quyết định số 70-CP[6] ngày 24 tháng 2 năm 1979 của Hội đồng Chính phủ về việc hợp nhất và điều chỉnh địa giới một số huyện thuộc tỉnh Hải Hưng:
- Huyện Kim Thành, huyện Kinh Môn, huyện Kim Môn

1. Hợp nhất huyện Kim Thành và huyện Kinh Môn thành một huyện lấy tên là huyện Kim Môn.

- Huyện Nam Sách, huyện Thanh Hà, huyện Nam Thanh

1. Hợp nhất huyện Nam Sách và huyện Thanh Hà thành một huyện lấy tên là huyện Nam Thanh.

- Huyện Tứ Kỳ, huyện Gia Lộc, huyện Tứ Lộc

1. Hợp nhất huyện Tứ Kỳ và huyện Gia Lộc thành một huyện lấy tên là huyện Tứ Lộc.

- Huyện Ninh Giang, huyện Thanh Miện, huyện Ninh Thanh

1. Hợp nhất huyện Ninh Giang và huyện Thanh Miện thành một huyện lấy tên là huyện Ninh Thanh.

#### Năm 1981: Quyết định số 3-CP
- Quyết định số 3-CP[7] ngày 3 tháng 1 năm 1981 của Hội đồng Chính phủ về việc thống nhất tên gọi các đơn vị hành chính ở nội thành nội thị:

1. Từ nay ở nội thành, đơn vị hành chính cấp dưới trực tiếp của thành phố trực thuộc trung ương đều thống nhất gọi là quận; các đơn vị hành chính cơ sở ở nội thành, nội thị của các thành phố thuộc tỉnh, thị xã và quận gọi là phường.

#### Năm 1981: Quyết định số 19-CP
- Quyết định số 19-CP[8] ngày 16 tháng 1 năm 1981 của Hội đồng Chính phủ về việc mở rộng thị trấn Phả Lại và điều chỉnh địa giới các xã Cổ Thành, Nhân Huệ thuộc huyện Chí Linh, tỉnh Hải Hưng:
- Huyện Chí Linh

1. Đưa các thôn Phao Sơn, Thạch Thủy, Bình Giang của xã Cổ Thành, thuộc huyện Chí Linh sáp nhập vào thị trấn Phả Lại cùng huyện.
2. Đưa các thôn Cổ Châu, Lý Dương, Đồng Tâm, Hòa Bình và các xóm An Thành, Ninh Giàng, Tu Linh của xã Nhân Huệ sáp nhập vào xã Cổ Thành.

#### Năm 1989: Quyết định số 108-HĐBT
- Quyết định số 108-HĐBT[9] ngày 26 tháng 8 năm 1989 của Hội đồng Bộ trưởng về việc thành lập thị trấn Nam Sách của huyện Nam Sách thuộc tỉnh Hải Hưng:
- Huyện Nam Thanh

1. Thành lập thị trấn Nam Sách trên cơ sở giải thể xã Thanh Lâm của huyện Nam Sách thuộc tỉnh Hải Hưng.

#### Năm 1994: Nghị định số 56-CP
- Nghị định số 56-CP[10] ngày 28 năm 6 tháng 1994 của Chính phủ về việc thành lập thị trấn thuộc huyện Tứ Lộc và huyện Mỹ Văn, tỉnh Hải Hưng:
- Huyện Tứ Lộc

1. Thành lập thị trấn Gia Lộc thuộc huyện Tứ Lộc (thị trấn huyện lỵ) trên cơ sở xã Nghĩa Hưng và thôn Phương Điếm của xã Phương Hưng; diện tích tự nhiên 192.3 ha, nhân khẩu 4.620.

#### Năm 1995: Nghị định số 57-CP
- Nghị định số 57-CP[11] ngày 7 tháng 10 năm 1995 của Chính phủ về việc thành lập thị trấn thuộc huyện Kim Môn và huyện Phù Tiên thuộc tỉnh Hải Hưng:
- Huyện Kim Môn

1. Thành lập thị trấn Phú Thái, thị trấn huyện lỵ thuộc huyện Kim Môn trên cơ sở diện tích tự nhiên 214,17 hécta với 2.700 nhân khẩu của xã Phúc Thành A; diện tích tự nhiên 53,39 hécta với 1.650 nhân khẩu của xã Kim Anh cùng huyện

#### Năm 1996: Nghị định số 5-CP
- Nghị định số 5-CP[12] ngày 27 tháng 1 năm 1996 của Chính phủ về việc chia các huyện Tứ Lộc, Ninh Thanh, Kim Thi thuộc tỉnh Hải Hưng:
- Huyện Tứ Lộc, huyện Tứ Kỳ, huyện Gia Lộc

1. Chia huyện Tứ Lộc thành hai huyện Tứ Kỳ và Gia Lộc.
  1. Huyện Tứ Kỳ có diện tích tự nhiên 16.822,85 hécta và 164.335 nhân khẩu, gồm 26 xã.
  2. Huyện Gia Lộc có diện tích tự nhiên 12.346,71 hécta và 149.013 nhân khẩu, gồm 24 xã và 1 thị trấn.

- Huyện Ninh Thanh, huyện Ninh Giang, huyện Thanh Miện

1. Chia huyện Ninh Thanh thành hai huyện Ninh Giang và Thanh Miện.
  1. Huyện Ninh Giang có diện tích tự nhiên 13.550,5 hécta à 147,915 nhân khẩu, gồm 27 xã và 1 thị trấn.
  2. Huyện Thanh Miện có diện tích tự nhiên 12.238,5 hécta và 132.646 nhân khẩu, gồm 19 xã.

#### Năm 1996: Nghị định số 17-CP
- Nghị định số 17-CP[13] ngày 23 tháng 3 năm 1996 của Chính phủ về việc thành lập thị trấn huyện lỵ thuộc các huyện Ân Thi, Thanh Miện, tỉnh Hải Hưng:
- Huyện Thanh Miện

1. Thành lập thị trấn Thanh Miện, thị trấn huyện lỵ của huyện Thanh Miện trên cơ sở toàn bộ diện tích và dân số của xã Lê Bình cùng huyện.

#### Năm 1996: Nghị định số 64-CP
- Nghị định số 64-CP[14] ngày 28 tháng 10 năm 1996 của Chính phủ về việc thành lập các phường mới thuộc thị xã Hải Dương, tỉnh Hải Hưng:
- Thị xã Hải Dương

1. Thành lập phường Ngọc Châu trên cơ sở toàn bộ diện tích và dân số của xã Ngọc Châu.
2. Thành lập phường Thanh Bình trên cở toàn bộ diện tích và dân số của xã Thanh Bình.
3. Thành lập phường Hải Tân trên cơ sở toàn bộ diện tích và dân số của xã Hải Tân.
4. Thành lập phường Cẩm Thượng trên cơ sở toàn bộ diện tích và dân số của xã Cẩm Thượng.
5. Thành lập phường Bình Hàn trên cơ sở toàn bộ diện tích vàdân số của xã Bình Hàn.
6. Thành lập phường Lê Thanh Nghị trên cơ sở 140 ha diện tích tự nhiên và 8.100 nhân khẩu của phường Trần Phú.

#### Năm 1996: Nghị định số 65-CP
- Nghị định số 65-CP[15] ngày 28 tháng 10 năm 1996 của Chính phủ về việc thành lập thị trấn An Lưu thuộc huyện Kim Môn, tỉnh Hải Hưng:
- Huyện Kim Môn

1. Nay thành lập thị trấn An Lưu thuộc huyện Kim Môn, tỉnh Hải Hưng trên cơ sở toàn bộ diện tích và dân số của xã An Lưu.

#### Năm 1996: Quốc hội khóa IX, Kỳ họp thứ 10
- Nghị quyết ngày 6 tháng 11 năm 1996 của Quốc hội khóa IX, Kỳ họp thứ 10[16] về việc chia và điều chỉnh địa giới hành chính một số tỉnh:
- Tỉnh Hải Hưng, tỉnh Hải Dương

1. Chia tỉnh Hải Hưng thành hai tỉnh là tỉnh Hải Dương và tỉnh Hưng Yên.
2. Tỉnh Hải Dương có chín đơn vị hành chính gồm: Thị xã Hải Dương và tám huyện: Chí Linh, Nam Thanh, Kim Môn, Cẩm Bình, Gia Lộc, Tứ Kỳ, Ninh Giang, Thanh Miện; có diện tích 1661,22 km2, với số dân 1.685.486 người. Tỉnh lỵ: Thị xã Hải Dương.

#### Năm 1997: Nghị định số 11-CP
- Nghị định số 11-CP[17] ngày 17 tháng 2 năm 1997 của Chính phủ về việc chia các huyện Nam Thanh, Kim Môn và Cẩm Bình; thành lập thị trấn Thanh Hà (thuộc huyện Thanh Hà), tỉnh Hải Dương:

- Huyện Nam Thanh, huyện Nam Sách, huyện Thanh Hà

1. Chia huyện Nam Thanh thành hai huyện Nam Sách và huyện Thanh Hà.
  1. Huyện Nam Sách có 13.271,38 ha diện tích tự nhiên và 138.230 nhân khẩu, gồm 23 đơn vị hành chính trực thuộc là các xã: Nam Hưng, Nam Tân, Thanh Quang, Quốc Tuấn, Hợp Tiến, Hiệp Cát, Nam Chính, Nam Trung, An Sơn, Thái Tân, Minh Tân, Hồng Phong, Nam Đồng, Thượng Đạt, An Lâm, Nam Hồng, Ái Quốc, Đồng Lạc, An Châu, Phú Điền, An Bình, Cộng Hòa và thị trấn Nam Sách.
  2. Huyện Thanh Hà có 15.514,37 ha diện tích tự nhiên và 163.594 nhân khẩu gồm 25 đơn vị hành chính trực thuộc là các xã: Hồng Lạc, Việt Hồng, Thanh An, Thanh Lang, Liên Mạc, Cẩm Chế, Tân Việt, Quyết Thắng, Tiền Tiến, Tân An, Thanh Hải, An Lương, Phượng Hoàng, Thanh Khê, Thanh Xá, Thanh Xuân, Thanh Thủy, Thanh Sơn, Hợp Đức, Trường Thành, Thanh Bính, Thanh Cường, Thanh Hồng, Vĩnh Lập và thị trấn Thanh Hà.

- Huyện Kim Môn, huyện Kim Thành, huyện Kinh Môn

1. Chia huyện Kim Môn thành hai huyện Kim Thành và Kinh Môn.
  1. Huyện Kim Thành có 11.434,4 ha diện tích tự nhiên và 121.532 nhân khẩu, gồm 21 đơn vị hành chính trực thuộc là các xã: Lai Vu, Cộng Hòa, Thượng Vũ, Cổ Dũng, Việt Hưng, Tuấn Hưng, Kim Xuyên, Phúc Thành A, Kim Lương, Kim Khê, Kim Anh, Ngũ Phúc, Kim Đính, Kim Tân, Bình Dân, Cẩm La, Liên Hòa, Đồng Gia, Đại Đức, Tam Kỳ và thị trấn Phú Thái.
  2. Huyện Kinh Môn có 16.349,04 ha diện tích tự nhiên và 164.455 nhân khẩu gồm 25 đơn vị hành chính trực thuộc là các xã: Minh Hòa, Hiến Thành, Thái Thịnh, Long Xuyên, Hiệp An, An Phụ, Thượng Quận, Hiệp Hòa, Thăng Long, Lạc Long, Quang Trung, Phúc Thành B, Lê Ninh, Bạch Đằng, Thất Hùng, Thái Sơn, An Sinh, Phạm Mệnh, Hiệp Sơn, Hoành Sơn, Duy Tân, Phú Thứ, Minh Tân, Tân Dân và thị trấn An Lưu.

- Huyện Cẩm Bình, huyện Cẩm Giàng, huyện Bình Giang

1. Chia huyện Cẩm Bình thành hai huyện Cẩm Giàng và Bình Giang:
  1. Huyện Cẩm Giàng có 10.895,81 ha diện tích tự nhiên và 118.296 nhân khẩu, gồm 19 đơn vị hành chính trực thuộc là các xã: Cẩm Hưng, Ngọc Liên, Kim Giang, Thạch Lỗi, Cẩm Sơn, Cẩm Định, Cẩm Hoàng, Cẩm Vũ, Cẩm Vân, Đức Chính, Cao An, Lai Cách, Cẩm Đoài, Cẩm Đông, Tân Trường, Cẩm Phúc, Cẩm Điền, Lương Điền và thị trấn Cẩm Giàng.
  2. Huyện Bình Giang có 10.575,74 ha diện tích tự nhiên và 106.655 nhân khẩu, gồm 18 đơn vị hành chính trực thuộc là các xã: Hưng Thịnh, Tráng Liệt, Vĩnh Tuy, Vĩnh Hồng, Hùng Thắng, Long Xuyên, Tân Việt, Hồng Khê, Cổ Bi, Nhân Quyền, Bình Xuyên, Thái Học, Bình Minh, Tân Hồng, Thái Hòa, Thái Dương, Thúc Kháng và thị trấn Kẻ Sặt.

- Huyện Thanh Hà

1. Thành lập thị trấn Thanh Hà (thị trấn huyện lỵ) thuộc huyện Thanh Hà trên cơ sở toàn bộ diện tích và dân số của xã Thanh Bình.

#### Năm 1997: Nghị định số 76-CP
- Nghị định số 76-CP[18] ngày 16 tháng 6 năm 1997 về việc thành lập thị trấn Tứ Kỳ thuộc huyện Tứ Kỳ, tỉnh Hải Dương:
- Huyện Tứ Kỳ

1. Nay thành lập thị trấn Tứ Kỳ, thị trấn huyện lỵ của huyện Tứ Kỳ) trên cơ sở toàn bộ diện tích và dân số của thôn An Nhân, thuộc xã Đông Kỳ và thôn La Tỉnh, thuộc xã Tây Kỳ.

#### Năm 1997: Nghị định số 88-CP
- Nghị định số 88-CP[19] ngày 6 tháng 8 năm 1997 của Chính phủ về việc thành lập thành phố Hải Dương thuộc tỉnh Hải Dương:
- Thành phố Hải Dương

1. Thành lập thành phố Hải Dương thuộc tỉnh Hải Dương trên cơ sở toàn bộ diện tích và dân số của thị xã Hải Dương.
2. Thành phố Hải Dương có 3.626,8 ha diện tích tự nhiên và 143.895 nhân khẩu, gồm 13 đơn vị hành chính cơ sở là các phường: Trần Hưng Đạo, Quang Trung, Phạm Ngũ Lão, Nguyễn Trãi, Trần Phú, Lê Thanh Nghị, Thanh Bình, Hải Tân, Ngọc Châu, Bình Hàn, Cẩm Thượng và các xã: Tứ Minh và Việt Hòa.

#### Năm 1998: Nghị định số 74/1998/NĐ-CP
- Nghị định số 74/1998/NĐ-CP[20] ngày 24 tháng 9 năm 1998 của Chính phủ về việc thành lập thị trấn Lai Cách thuộc huyện Cẩm Giàng, tỉnh Hải Dương:
- Huyện Cẩm Giàng

1. Nay thành lập thị trấn Lai Cách, thị trấn huyện lỵ huyện Cẩm Giàng, tỉnh Hải Dương trên cơ sở toàn bộ diện tích và dân số của xã Lai Cách.

#### Năm 2002: Nghị định số 9/2002/NĐ-CP
- Nghị định số 9/2002/NĐ-CP[21] ngày 14 tháng 1 năm 2002 của Chính phủ về việc giải thể thị trấn nông trường Chí Linh để thành lập thị trấn Bến Tắm thuộc huyện Chí Linh và đổi tên xã Ninh Thọ thành xã Hồng Phong, huyện Ninh Giang, tỉnh Hải Dương:
- Huyện Chí Linh

1. Giải thể thị trấn nông trường Chí Linh, huyện Chí Linh. Dân cư của thị trấn nông trường Chí Linh sinh sống trên địa bàn xã nào nay giao về xã đó quản lý.
2. Thành lập thị trấn Bến Tắm thuộc huyện Chí Linh trên cơ sở 412,88 ha diện tích tự nhiên và 5.703 nhân khẩu của xã Bắc An.

- Huyện Ninh Giang

1. Đổi tên xã Ninh Thọ, huyện Ninh Giang thành xã Hồng Phong.

#### Năm 2004: Nghị định số 131/2004/NĐ-CP
- Nghị định số 131/2004/NĐ-CP[22] ngày 3 tháng 6 năm 2004 của Chính phủ về việc thành lập các thị trấn Minh Tân, Phú Thứ và đổi tên thị trấn An Lưu thành Kinh Môn, huyện Kinh Môn, tỉnh Hải Dương:
- Huyện Kinh Môn

1. Thành lập thị trấn Minh Tân trên cơ sở toàn bộ diện tích tự nhiên và dân số xã Minh Tân.
2. Thành lập thị trấn Phú Thứ trên cơ sở toàn bộ diện tích tự nhiên và dân số xã Phú Thứ.
3. Đổi tên thị trấn An Lưu thành thị trấn Kinh Môn.

#### Năm 2006: Nghị định số 132/2006/NĐ-CP
- Nghị định số 132/2006/NĐ-CP[23] ngày 10 tháng 11 năm 2006 của Chính phủ về việc điều chỉnh địa giới hành chính xã để mở rộng thị trấn Nam Sách, huyện Nam Sách, tỉnh Hải Dương:
- Huyện Nam Sách

1. Điều chỉnh 13,46 ha diện tích tự nhiên và 125 nhân khẩu của xã Nam Trung; 64,76 ha diện tích tự nhiên và 1.071 nhân khẩu của xã An Lâm; 117,09 ha diện tích tự nhiên và 749 nhân khẩu của xã Đồng Lạc; 46,82 ha diện tích tự nhiên và 415 nhân khẩu của xã Nam Hồng về thị trấn Nam Sách quản lý.
2. Huyện Nam Sách có 13.280 ha diện tích tự nhiên và 141.723 nhân khẩu, có 23 đơn vị hành chính trực thuộc bao gồm các xã: Nam Hưng, Nam Tân, Thanh Quang, Quốc Tuấn, Hợp Tiến, Hiệp Cát, Nam Chính, Nam Trung, An Sơn, Thái Tân, Minh Tân, Hồng Phong, Nam Hồng, Thượng Đạt, An Lâm, Nam Đồng, Ái Quốc, Đồng Lạc, An Châu, Phú Điền, An Bình, Cộng Hoà và thị trấn Nam Sách.

#### Năm 2008: Nghị định số 30/2008/NĐ-CP
- Nghị định số 30/2008/NĐ-CP[24] ngày 19 tháng 3 năm 2008 của Chính phủ về việc điều chỉnh địa giới hành chính các huyện: Nam Sách, Gia Lộc, Tứ Kỳ, Cẩm Giàng để mở rộng thành phố Hải Dương; thành lập phường Tứ Minh, phường Việt Hòa và mở rộng địa giới hành chính phường Hải Tân thuộc thành phố Hải Dương, tỉnh Hải Dương:
- Huyện Nam Sách, huyện Gia Lộc, huyện Tứ Kỳ, huyện Cẩm Giàng, thành phố Hải Dương

1. Điều chỉnh 3.514,78 ha diện tích tự nhiên và 41.369 nhân khẩu của các huyện: Nam Sách, Gia Lộc, Tứ Kỳ, Cẩm Giàng về thành phố Hải Dương quản lý (bao gồm: toàn bộ 2.378,15 ha diện tích tự nhiên và 25.138 nhân khẩu của các xã: Nam Đồng, Ái Quốc, An Châu, Thượng Đạt thuộc huyện Nam Sách; toàn bộ 1.033,73 ha diện tích tự nhiên và 15.231 nhân khẩu của các xã: Thạch Khôi, Tân Hưng thuộc huyện Gia Lộc; 63,92 ha diện tích tự nhiên và 1.000 nhân khẩu của xã Ngọc Sơn thuộc huyện Tứ Kỳ; 38,98 ha diện tích tự nhiên thị trấn Lai Cách thuộc huyện Cẩm Giàng).
2. Thành phố Hải Dương có 7.138,60 ha diện tích tự nhiên và 187.405 nhân khẩu.

- Thành phố Hải Dương

1. Thành lập phường Tứ Minh thuộc thành phố Hải Dương trên cơ sở toàn bộ xã Tứ Minh và 38,98 ha diện tích tự nhiên (phần diện tích tự nhiên của thị trấn Lai Cách, huyện Cẩm Giàng điều chỉnh về thành phố Hải Dương).
2. Thành lập phường Việt Hòa thuộc thành phố Hải Dương trên cơ sở toàn bộ xã Việt Hòa.
3. Mở rộng phường Hải Tân thuộc thành phố Hải Dương trên cơ sở điều chỉnh 63,92 ha diện tích tự nhiên và 1.000 nhân khẩu (phần diện tích tự nhiên và nhân khẩu của xã Ngọc Sơn, huyện Tứ Kỳ điều chỉnh về thành phố Hải Dương).
4. Sau khi điều chỉnh địa giới hành chính để mở rộng thành phố Hải Dương và thành lập các phường thuộc thành phố, diện tích tự nhiên, dân số và đơn vị hành chính trực thuộc thành phố và các huyện như sau:
  1. Thành phố Hải Dương có 7.138,60 ha diện tích tự nhiên và 187.405 nhân khẩu, 19 đơn vị hành chính trực thuộc, bao gồm các phường: Thanh Bình, Ngọc Châu, Hải Tân, Quang Trung, Bình Hàn, Cẩm Thượng, Phạm Ngũ Lão, Lê Thanh Nghị, Nguyễn Trãi, Trần Phú, Trần Hưng Đạo, Tứ Minh, Việt Hòa và các xã: Nam Đồng, Ái Quốc, An Châu, Thượng Đạt, Thạnh Khôi, Tân Hưng.
  2. Huyện Nam Sách còn lại 10.901,89 ha diện tích tự nhiên và 118.040 nhân khẩu, có 19 đơn vị hành chính trực thuộc, bao gồm các xã: Nam Hưng, Nam Tân, Hợp Tiến, Thanh Quang, Quốc Tuấn, Hiệp Cát, Nam Chính, Nam Trung, An Sơn, Thái Tân, Minh Tân, Hồng Phong, Nam Hồng, Cộng Hòa, Phú Điền, An Lâm, An Bình, Đồng Lạc và thị trấn Nam Sách.
  3. Huyện Gia Lộc còn lại 11.181,37 ha diện tích tự nhiên và 137.586 nhân khẩu, có 23 đơn vị hành chính trực thuộc, bao gồm các xã: Liên Hồng, Thống Nhất, Trùng Khánh, Yết Kiêu, Gia Hòa, Lê Lợi, Phương Hưng, Toàn Thắng, Đoàn Thượng, Phạm Trấn, Đồng Quang, Quang Minh, Nhật Tân, Đức Xương, Hồng Hưng, Thống Kênh, Hoàng Diệu, Gia Lương, Gia Khánh, Gia Tân, Tân Tiến, Gia Xuyên và thị trấn Gia Lộc.
  4. Huyện Tứ Kỳ còn lại 17.002,75 ha diện tích tự nhiên và 168.790 nhân khẩu, có 27 đơn vị hành chính trực thuộc, bao gồm các xã: Ngọc Sơn, Kỳ Sơn, Đại Đồng, Hưng Đạo, Ngọc Kỳ, Tái Sơn, Bình Lãng, Quang Phục, Tân Kỳ, Dân Chủ, Quảng Nghiệp, Đại Hợp, Quang Khải, Minh Đức, Đông Kỳ, Tây Kỳ, Tứ Xuyên, Văn Tố, Phượng Kỳ, Cộng Lạc, An Thanh, Quang Trung, Tiên Động, Nguyên Giáp, Hà Thanh, Hà Kỳ và thị trấn Tứ Kỳ.
  5. Huyện Cẩm Giàng còn lại 10.895,34 ha diện tích tự nhiên và 121.935 nhân khẩu, có 19 đơn vị hành chính trực thuộc, bao gồm các xã: Cẩm Hưng, Cẩm Hoàng, Cẩm Văn, Ngọc Liên, Thạch Lỗi, Cẩm Vũ, Đức Chính, Cẩm Sơn, Cẩm Định, Kim Giang, Lương Điền, Cao An, Tân Trường, Cẩm Phúc, Cẩm Điền, Cẩm Đông, Cẩm Đoài và thị trấn Lai Cách, thị trấn Cẩm Giàng.

#### Năm 2009: Nghị quyết số 47/NQ-CP
- Nghị quyết số 47/NQ-CP[25] ngày 23 tháng 9 năm 2009 của Chính phủ về việc điều chỉnh địa giới hành chính phường, thành lập các phường thuộc thành phố Hải Dương, tỉnh Hải Dương:
- Thành phố Hải Dương

1. Điều chỉnh 15,65 ha diện tích tự nhiên và 884 nhân khẩu của phường Thanh Bình về phường Lê Thanh Nghị để quản lý.
2. Thành lập phường Tân Bình trên cơ sở điều chỉnh 261,19 ha diện tích tự nhiên và 12.393 nhân khẩu của phường Thanh Bình.
3. Thành lập phường Nhị Châu trên cơ sở điều chỉnh 318,25 ha diện tích tự nhiên và 6.824 nhân khẩu của phường Ngọc Châu.
4. Thành phố Hải Dương có 7.138,60 ha diện tích tự nhiên và 187.405 nhân khẩu; có 21 đơn vị hành chính trực thuộc, gồm 15 phường: Cẩm Thượng, Bình Hàn, Ngọc Châu, Nhị Châu, Quang Trung, Nguyễn Trãi, Phạm Ngũ Lão, Trần Hưng Đạo, Trần Phú, Thanh Bình, Tân Bình, Lê Thanh Nghị, Hải Tân, Tứ Minh, Việt Hòa và 6 xã: Ái Quốc, An Châu, Thượng Đạt, Nam Đồng, Thạch Khôi, Tân Hưng.

#### Năm 2010: Nghị quyết số 9/NQ-CP
- Nghị quyết số 9/NQ-CP[26] ngày 12 tháng 2 năm 2010 của Chính phủ về việc thành lập thị xã Chí Linh, thành lập phường thuộc thị xã Chí Linh, tỉnh Hải Dương:
- Thị xã Chí Linh

1. Thành lập thị xã Chí Linh thuộc tỉnh Hải Dương trên cơ sở toàn bộ huyện Chí Linh.
2. Thị xã Chí Linh có 28.202,78 ha diện tích tự nhiên và 164.837 nhân khẩu; có 20 đơn vị hành chính trực thuộc.
3. Thành lập các phường thuộc thị xã Chí Linh
  1. Thành lập phường Phả Lại thuộc thị xã Chí Linh trên cơ sở toàn bộ thị trấn Phả Lại.
  2. Thành lập phường Văn An thuộc thị xã Chí Linh trên cơ sở toàn bộ xã Văn An.
  3. Thành lập phường Chí Minh thuộc thị xã Chí Linh trên cơ sở toàn bộ xã Chí Minh.
  4. Thành lập phường Sao Đỏ thuộc thị xã Chí Linh trên cơ sở toàn bộ thị trấn Sao Đỏ.
  5. Thành lập phường Thái Học thuộc thị xã Chí Linh trên cơ sở toàn bộ xã Thái Học.
  6. Thành lập phường Cộng Hòa thuộc thị xã Chí Linh trên cơ sở toàn bộ xã Cộng Hòa.
  7. Thành lập phường Hoàng Tân thuộc thị xã Chí Linh trên cơ sở toàn bộ xã Hoàng Tân.
  8. Thành lập phường Bến Tắm trên cơ sở toàn bộ thị trấn Bến Tắm, 1.613,36 ha diện tích tự nhiên và 2.710 nhân khẩu của xã Bắc An, huyện Chí Linh.
4. Sau khi thành lập thị xã Chí Linh và các phường thuộc thị xã Chí Linh
  1. Thị xã Chí Linh có 28.202,78 ha diện tích tự nhiên và 164.837 nhân khẩu; có 20 đơn vị hành chính trực thuộc, gồm các phường: Sao Đỏ, Phả Lại, Bến Tắm, Văn An, Cộng Hòa, Hoàng Tân, Thái Học, Chí Minh và các xã: Hoàng Hoa Thám, Lê Lợi, Hoàng Tiến, Kênh Giang, Văn Đức, An Lạc, Tân Dân, Đồng Lạc, Bắc An, Cổ Thành, Nhân Huệ, Hưng Đạo.
  2. Tỉnh Hải Dương có 165.185,3 ha diện tích tự nhiên và 1.728.494 nhân khẩu; có 12 đơn vị hành chính trực thuộc, gồm: thành phố Hải Dương, thị xã Chí Linh và các huyện: Kinh Môn, Kim Thành, Thanh Hà, Nam Sách, Tứ Kỳ, Gia Lộc, Cẩm Giàng, Bình Giang, Thanh Miện, Ninh Giang.

#### Năm 2013: Nghị quyết số 138/NQ-CP
- Nghị quyết số 138/NQ-CP[27] ngày 29 tháng 12 năm 2013 của Chính phủ về việc thành lập phường Ái Quốc và phường Thạch Khôi thuộc thành phố Hải Dương, tỉnh Hải Dương:
- Thành phố Hải Dương

1. Thành lập phường Ái Quốc trên cơ sở toàn bộ xã Ái Quốc.
2. Thành lập phường Thạch Khôi trên cơ sở toàn bộ xã Thạch Khôi.
3. Sau khi thành lập phường Ái Quốc và phường Thạch Khôi thành phố Hải Dương có 7.138 ha diện tích tự nhiên và 253.893 nhân khẩu, 21 đơn vị hành chính cấp xã, gồm 17 phường (Quang Trung, Trần Phú, Trần Hưng Đạo, Nguyễn Trãi, Phạm Ngũ Lão, Lê Thanh Nghị, Ngọc Châu, Nhị Châu, Thanh Bình, Tân Bình, Bình Hàn, Cẩm Thượng, Hải Tân, Tứ Minh, Việt Hòa, Ái Quốc, Thạch Khôi) và 4 xã (Nam Đồng, An Châu, Thượng Đạt, Tân Hưng).

#### Năm 2019: Nghị quyết số 623/NQ-UBTVQH14
- Nghị quyết số 623/NQ-UBTVQH14[28] ngày 10 tháng 1 năm 2019 của Ủy ban Thường vụ Quốc hội về việc nhập 02 đơn vị hành chính cấp xã, thành lập 06 phường thuộc thị xã Chí Linh và thành lập thành phố Chí Linh thuộc tỉnh Hải Dương:
- Thị xã Chí Linh

1. Nhập toàn bộ xã Kênh Giang vào xã Văn Đức.
2. Thành lập phường An Lạc trên cơ sở toàn bộ xã An Lạc.
3. Thành lập phường Cổ Thành trên cơ sở toàn bộ xã Cổ Thành.
4. Thành lập phường Đồng Lạc trên cơ sở toàn bộ xã Đồng Lạc.
5. Thành lập phường Hoàng Tiến trên cơ sở toàn bộ xã Hoàng Tiến.
6. Thành lập phường Tân Dân trên cơ sở toàn bộ xã Tân Dân.
7. Thành lập phường Văn Đức trên cơ sở toàn bộ xã Văn Đức.

- Thành phố Chí Linh

1. Thành lập thành phố Chí Linh thuộc tỉnh Hải Dương trên cơ sở toàn bộ thị xã Chí Linh.
2. Sau khi nhập 02 đơn vị hành chính cấp xã, thành lập 06 phường và thành lập thành phố Chí Linh:
  1. Thành phố Chí Linh có 19 đơn vị hành chính cấp xã, gồm 14 phường: An Lạc, Bến Tắm, Chí Minh, Cộng Hòa, Cổ Thành, Đồng Lạc, Hoàng Tân, Hoàng Tiến, Phả Lại, Sao Đỏ, Tân Dân, Thái Học, Văn An, Văn Đức và 05 xã: Bắc An, Hoàng Hoa Thám, Hưng Đạo, Lê Lợi, Nhân Huệ.
  2. Tỉnh Hải Dương có 12 đơn vị hành chính cấp huyện, gồm 10 huyện và 02 thành phố; 264 đơn vị hành chính cấp xã, gồm 220 xã, 31 phường và 13 thị trấn.

#### Năm 2019: Nghị quyết số 768/NQ-UBTVQH14
- Nghị quyết số 768/NQ-UBTVQH14[29] ngày 11 tháng 9 năm 2019 của Ủy ban Thường vụ Quốc hội về việc thành lập thị xã Kinh Môn và các phường, xã thuộc thị xã Kinh Môn, tỉnh Hải Dương:
- Thị xã Kinh Môn

1. Thành lập thị xã Kinh Môn trên cơ sở toàn bộ huyện Kinh Môn.
2. Thành lập 14 phường, 01 xã thuộc thị xã Kinh Môn:
  1. Thành lập phường An Lưu trên cơ sở toàn bộ thị trấn Kinh Môn.
  2. Thành lập phường An Phụ trên cơ sở toàn bộ xã An Phụ.
  3. Thành lập phường An Sinh trên cơ sở toàn bộ xã An Sinh.
  4. Thành lập phường Duy Tân trên cơ sở toàn bộ xã Duy Tân.
  5. Thành lập phường Hiến Thành trên cơ sở toàn bộ xã Hiến Thành.
  6. Thành lập phường Hiệp An trên cơ sở toàn bộ xã Hiệp An.
  7. Thành lập phường Hiệp Sơn trên cơ sở toàn bộ xã Hiệp Sơn.
  8. Thành lập phường Long Xuyên trên cơ sở toàn bộ xã Long Xuyên.
  9. Thành lập phường Minh Tân trên cơ sở toàn bộ thị trấn Minh Tân.
  10. Thành lập phường Phạm Thái trên cơ sở nhập toàn bộ xã Phạm Mệnh và xã Thái Sơn.
  11. Thành lập phường Phú Thứ trên cơ sở toàn bộ thị trấn Phú Thứ.
  12. Thành lập phường Tân Dân trên cơ sở toàn bộ xã Tân Dân.
  13. Thành lập phường Thái Thịnh trên cơ sở toàn bộ xã Thái Thịnh.
  14. Thành lập phường Thất Hùng trên cơ sở toàn bộ xã Thất Hùng.
  15. Thành lập xã Quang Thành trên cơ sở nhập toàn bộ xã Quang Trung và xã Phúc Thành.
3. Sau khi thành lập thị xã Kinh Môn và các phường, xã thuộc thị xã Kinh Môn:
  1. Thị xã Kinh Môn có 23 đơn vị hành chính cấp xã, gồm 14 phường: An Lưu, An Phụ, An Sinh, Duy Tân, Hiến Thành, Hiệp An, Hiệp Sơn, Long Xuyên, Minh Tân, Phạm Thái, Phú Thứ, Tân Dân, Thái Thịnh, Thất Hùng và 09 xã: Bạch Đằng, Hiệp Hòa, Hoành Sơn, Lạc Long, Lê Ninh, Minh Hòa, Quang Thành, Thăng Long, Thượng Quận.
  2. Tỉnh Hải Dương có 12 đơn vị hành chính cấp huyện, gồm 09 huyện, 01 thị xã và 02 thành phố; 262 đơn vị hành chính cấp xã, gồm 207 xã, 45 phường và 10 thị trấn.

#### Năm 2019: Nghị quyết số 788/NQ-UBTVQH14
- Nghị quyết số 788/NQ-UBTVQH14[30] ngày 16 tháng 10 năm 2019 của Ủy ban Thường vụ Quốc hội về việc sắp xếp các đơn vị hành cấp huyện, cấp xã thuộc tỉnh Hải Dương:
- Thành phố Hải Dương, huyện Gia Lộc, huyện Thanh Hà, huyện Tứ Kỳ

1. Nhập toàn bộ xã Tiền Tiến và Quyết Thắng, huyện Thanh Hà vào thành phố Hải Dương.
2. Nhập toàn bộ xã Ngọc Sơn, huyện Tứ Kỳ vào thành phố Hải Dương.
3. Nhập toàn bộ xã Liên Hồng và xã Gia Xuyên, huyện Gia Lộc vào thành phố Hải Dương.
4. Điều chỉnh địa giới đơn vị hành chính các phường: Bình Hàn, Cẩm Thượng, Hải Tân, Lê Thanh Nghị, Ngọc Châu, Nguyễn Trãi, Nhị Châu, Phạm Ngũ Lão, Quang Trung, Tân Bình, Thạch Khôi, Thanh Bình, Trần Hưng Đạo, Trần Phú, Tứ Minh, Việt Hòa và xã Tân Hưng thuộc thành phố Hải Dương.
5. Thành lập phường Tân Hưng trên cơ sở toàn bộ xã Tân Hưng.
6. Thành lập phường Nam Đồng trên cơ sở toàn bộ xã Nam Đồng.

- Huyện Bình Giang

1. Nhập toàn bộ xã Tráng Liệt vào thị trấn Kẻ Sặt.
2. Thành lập xã Vĩnh Hưng trên cơ sở nhập toàn bộ xã Hưng Thịnh và xã Vĩnh Tuy.
3. Sau khi sắp xếp, huyện Bình Giang có 16 đơn vị hành chính cấp xã, gồm 15 xã và 01 thị trấn.

- Huyện Cẩm Giàng

1. Thành lập thị trấn Cẩm Giang trên cơ sở nhập toàn bộ thị trấn Cẩm Giàng và xã Kim Giang.
2. Thành lập xã Định Sơn trên cơ sở nhập toàn bộ xã Cẩm Định và xã Cẩm Sơn.
3. Sau khi sắp xếp, huyện Cẩm Giàng có 17 đơn vị hành chính cấp xã, gồm 15 xã và 02 thị trấn.

- Huyện Gia Lộc

1. Nhập toàn bộ xã Phương Hưng vào thị trấn Gia Lộc.
2. Nhập toàn bộ xã Trùng Khánh và xã Gia Hòa vào xã Yết Kiêu.
3. Sau khi điều chỉnh địa giới đơn vị hành chính và sắp xếp các đơn vị hành chính cấp xã, huyện Gia Lộc có 99,70 km² diện tích tự nhiên và quy mô dân số 115.617 người; có 18 đơn vị hành chính cấp xã trực thuộc, gồm 17 xã và 01 thị trấn.

- Huyện Kim Thành

1. Thành lập xã Tuấn Việt trên cơ sở nhập toàn bộ xã Việt Hưng và xã Tuấn Hưng.
2. Thành lập xã Kim Liên trên cơ sở nhập toàn bộ xã Kim Khê và xã Kim Lương.
3. Thành lập xã Đồng Cẩm trên cơ sở nhập toàn bộ xã Cẩm La và xã Đồng Gia.
4. Sau khi sắp xếp, huyện Kim Thành có 18 đơn vị hành chính cấp xã, gồm 17 xã và 01 thị trấn.

- Huyện Ninh Giang

1. Nhập toàn bộ xã Hồng Thái vào xã Hồng Dụ.
2. Nhập toàn bộ xã Ninh Thành vào xã Tân Hương.
3. Nhập toàn bộ xã Hưng Thái vào xã Hưng Long.
4. Nhập toàn bộ xã Văn Giang vào xã Văn Hội.
5. Nhập toàn bộ xã Ninh Hòa và xã Quyết Thắng vào xã Ứng Hòe.
6. Nhập toàn bộ xã Hoàng Hanh và xã Quang Hưng vào xã Tân Quang.
7. Sau khi sắp xếp, huyện Ninh Giang có 20 đơn vị hành chính cấp xã, gồm 19 xã và 01 thị trấn.

- Huyện Thanh Hà

1. Thành lập xã An Phượng trên cơ sở nhập toàn bộ xã An Lương và xã Phượng Hoàng.
2. Thành lập xã Thanh Quang trên cơ sở nhập toàn bộ xã Hợp Đức, xã Trường Thành và xã Thanh Bính.
3. Sau khi điều chỉnh địa giới đơn vị hành chính và sắp xếp các đơn vị hành chính cấp xã, huyện Thanh Hà có 140,70 km² diện tích tự nhiên và quy mô dân số 136.858 người; có 20 đơn vị hành chính cấp xã, gồm 19 xã và 01 thị trấn.

- Huyện Thanh Miện

1. Nhập toàn bộ xã Hùng Sơn vào thị trấn Thanh Miện.
2. Thành lập xã Hồng Phong trên cơ sở nhập toàn bộ xã Diên Hồng và xã Tiền Phong.
3. Sau khi sắp xếp, huyện Thanh Miện có 17 đơn vị hành chính cấp xã, gồm 16 xã và 01 thị trấn.

- Huyện Tứ Kỳ

1. Thành lập xã Đại Sơn trên cơ sở nhập toàn bộ xã Kỳ Sơn và xã Đại Đồng.
2. Thành lập xã Chí Minh trên cơ sở nhập toàn bộ xã Đông Kỳ, xã Tứ Xuyên và xã Tây Kỳ.
3. Sau khi điều chỉnh địa giới đơn vị hành chính và sắp xếp các đơn vị hành chính cấp xã, huyện Tứ Kỳ có 165,32 km² diện tích tự nhiên và quy mô dân số 152.541 người; có 23 đơn vị hành chính cấp xã, gồm 22 xã và 01 thị trấn.

- Thành phố Hải Dương

1. Thành lập xã An Thượng trên cơ sở nhập toàn bộ xã Thượng Đạt và xã An Châu.
2. Sau khi điều chỉnh địa giới đơn vị hành chính thành phố Hải Dương và thành lập 02 phường, thành phố Hải Dương có 111,64 km2 diện tích tự nhiên và quy mô dân số 508.190 người; có 25 đơn vị hành chính cấp xã, gồm 19 phường và 06 xã.
3. Tỉnh Hải Dương có 12 đơn vị hành chính cấp huyện, gồm 09 huyện, 01 thị xã và 02 thành phố; 235 đơn vị hành chính cấp xã, gồm 178 xã, 47 phường và 10 thị trấn.

#### Năm 2020: Nghị quyết số 59/NQ-CP
- Nghị quyết số 59/NQ-CP[31] ngày 28 tháng 4 năm 2020 của Chính phủ về việc xác định địa giới hành chính giữa tỉnh Hải Dương và thành phố Hải Phòng tại khu vực Nông trường Quý Cao do lịch sử để lại:
- Tỉnh Hải Dương, thành phố Hải Phòng

1. Đường địa giới hành chính giữa tỉnh Hải Dương và thành phố Hải Phòng tại khu vực Nông trường Quý Cao giáp ranh giữa xã Vĩnh Lập, huyện Thanh Hà; các xã An Thanh, Quang Trung, Nguyên Giáp, huyện Tứ Kỳ, tỉnh Hải Dương và các xã Đại Thắng, Tiên Cường, huyện Tiên Lãng, thành phố Hải Phòng nằm trên 01 mảnh bản đồ địa hình hệ tọa độ quốc gia VN-2000, tỷ lệ 1:10.000 có phiên hiệu là F-48-81-B-d-4 do Bộ Tài nguyên và Môi trường xuất bản năm 2011, là đường địa giới hành chính cấp tỉnh được tô bo màu hồng, khởi đầu từ giao điểm giữa sông Mía và sông Mè (điểm địa giới giữa tỉnh Hải Dương và thành phố Hải Phòng đã thống nhất), theo hướng Tây Nam đường địa giới đi giữa sông Mía đến ngã ba giữa sông Mía, sông Cầu Xe và sông Thái Bình, đi tiếp giữa sông Cầu Xe đến ngã ba giữa sông Cầu Xe và kênh Lều Vịt, chuyển hướng Nam - Đông Nam đi giữa kênh Lều Vịt đến gặp kênh đào, chuyển hướng Đông - Đông Nam đi giữa kênh đào cắt qua bờ đắp, rồi tiếp tục đi giữa kênh đào đến giữa sông Mè (điểm địa giới giữa tỉnh Hải Dương và thành phố Hải Phòng đã thống nhất).

#### Năm 2024: Nghị quyết số 1250/NQ-UBTVQH15
- Nghị quyết số 1250/NQ-UBTVQH15[32] ngày 24 tháng 10 năm 2024 của Ủy ban Thường vụ Quốc hội về việc sắp xếp đơn vị hành chính cấp xã của tỉnh Hải Dương giai đoạn 2023 - 2025:

- Thành phố Hải Dương

1. Nhập toàn bộ phường Phạm Ngũ Lão vào phường Lê Thanh Nghị.
2. Sau khi sắp xếp, thành phố Hải Dương có 24 đơn vị hành chính cấp xã, gồm 18 phường và 06 xã.

- Thị xã Kinh Môn

1. Nhập toàn bộ xã Hoành Sơn vào phường Duy Tân.
2. Sau khi sắp xếp, thị xã Kinh Môn có 22 đơn vị hành chính cấp xã, gồm 14 phường và 08 xã.

- Huyện Bình Giang

1. Thành lập xã Thái Minh trên cơ sở nhập toàn bộ xã Bình Minh và xã Thái Học.
2. Sau khi sắp xếp, huyện Bình Giang có 15 đơn vị hành chính cấp xã, gồm 14 xã và 01 thị trấn.

- Huyện Thanh Hà

1. Nhập toàn bộ xã Thanh Khê vào thị trấn Thanh Hà.
2. Thành lập xã Cẩm Việt trên cơ sở nhập toàn bộ xã Việt Hồng và xã Cẩm Chế.
3. Thành lập xã Thanh Tân trên cơ sở nhập toàn bộ xã Thanh Xá và xã Thanh Thủy.
4. Thành lập xã Vĩnh Cường trên cơ sở nhập toàn bộ xã Vĩnh Lập và xã Thanh Cường.
5. Sau khi sắp xếp, huyện Thanh Hà có 16 đơn vị hành chính cấp xã, gồm 15 xã và 01 thị trấn.

- Huyện Cẩm Giàng

1. Nhập toàn bộ xã Thạch Lỗi vào thị trấn Cẩm Giang.
2. Thành lập xã Phúc Điền trên cơ sở nhập toàn bộ xã Cẩm Điền và xã Cẩm Phúc.
3. Sau khi sắp xếp, huyện Cẩm Giàng có 15 đơn vị hành chính cấp xã, gồm 13 xã và 02 thị trấn.

- Huyện Kim Thành

1. Điều chỉnh một phần diện tích tự nhiên là 0,51 km2, quy mô dân số là 757 người của xã Kim Xuyên và toàn bộ xã Phúc Thành để nhập vào thị trấn Phú Thái.
2. Thành lập xã Lai Khê trên cơ sở nhập toàn bộ xã Cộng Hòa và xã Lai Vu.
3. Thành lập xã Vũ Dũng trên cơ sở nhập toàn bộ xã Cổ Dũng và xã Thượng Vũ.
4. Thành lập xã Hòa Bình trên cơ sở nhập toàn bộ xã Bình Dân và xã Liên Hòa.
5. Sau khi sắp xếp, huyện Kim Thành có 14 đơn vị hành chính cấp xã, gồm 13 xã và 01 thị trấn.

- Huyện Ninh Giang

1. Nhập toàn bộ xã Đồng Tâm vào thị trấn Ninh Giang.
2. Thành lập xã Kiến Phúc trên cơ sở nhập toàn bộ xã Hồng Phúc và xã Kiến Quốc.
3. Thành lập xã Đức Phúc trên cơ sở nhập toàn bộ xã Vạn Phúc và xã Hồng Đức.
4. Thành lập xã Bình Xuyên trên cơ sở nhập toàn bộ xã Đông Xuyên và xã Ninh Hải.
5. Sau khi sắp xếp, huyện Ninh Giang có 16 đơn vị hành chính cấp xã, gồm 15 xã và 01 thị trấn.

- Huyện Tứ Kỳ

1. Thành lập xã Kỳ Sơn trên cơ sở nhập toàn bộ xã Ngọc Kỳ và xã Tái Sơn.
2. Thành lập xã Dân An trên cơ sở nhập toàn bộ xã Quảng Nghiệp và xã Dân Chủ.
3. Thành lập xã Lạc Phượng trên cơ sở nhập toàn bộ xã Phượng Kỳ và xã Cộng Lạc.
4. Sau khi sắp xếp, huyện Tứ Kỳ có 20 đơn vị hành chính cấp xã, gồm 19 xã và 01 thị trấn.

- Huyện Nam Sách

1. Nhập toàn bộ xã Nam Hồng vào thị trấn Nam Sách.
2. Thành lập xã Trần Phú trên cơ sở nhập toàn bộ xã Nam Trung và xã Nam Chính.
3. Thành lập xã An Phú trên cơ sở nhập toàn bộ xã Phú Điền và xã An Lâm.
4. Nhập toàn bộ xã Thanh Quang vào xã Quốc Tuấn.
5. Sau khi sắp xếp, huyện Nam Sách có 15 đơn vị hành chính cấp xã, gồm 14 xã và 01 thị trấn.

- Huyện Gia Lộc

1. Thành lập xã Gia Tiến trên cơ sở nhập toàn bộ xã Tân Tiến và xã Gia Lương.
2. Thành lập xã Gia Phúc trên cơ sở nhập toàn bộ xã Gia Tân và xã Gia Khánh.
3. Thành lập xã Nhật Quang trên cơ sở nhập toàn bộ xã Nhật Tân và xã Đồng Quang.
4. Thành lập xã Quang Đức trên cơ sở nhập toàn bộ xã Quang Minh và xã Đức Xương.
5. Sau khi sắp xếp, huyện Gia Lộc có 14 đơn vị hành chính cấp xã, gồm 13 xã và 01 thị trấn.
6. Sau khi sắp xếp các đơn vị hành chính cấp xã, tỉnh Hải Dương có 12 đơn vị hành chính cấp huyện, gồm 09 huyện, 01 thị xã và 02 thành phố; 207 đơn vị hành chính cấp xã, gồm 151 xã, 46 phường và 10 thị trấn.

#### Năm 2025: Nghị quyết số 202/2025/QH15
- Nghị quyết số 202/2025/QH15[33] ngày 12 tháng 6 năm 2025 của Quốc hội về việc sắp xếp đơn vị hành chính cấp tỉnh:
- Thành phố Hải Phòng, tỉnh Hải Dương

1. Sắp xếp toàn bộ diện tích tự nhiên, quy mô dân số của thành phố Hải Phòng và tỉnh Hải Dương thành thành phố mới có tên gọi là thành phố Hải Phòng.

| Đơn vị hành chính của tỉnh Hải Dương (tính đến ngày 12 tháng 6 năm 2025) | Đơn vị hành chính của tỉnh Hải Dương (tính đến ngày 12 tháng 6 năm 2025) | Đơn vị hành chính của tỉnh Hải Dương (tính đến ngày 12 tháng 6 năm 2025) |
| Số thứ tự                                                                | Đơn vị hành chính cấp huyện                                              | Đơn vị hành chính cấp xã |
| ------------------------------------------------------------------------ | ------------------------------------------------------------------------ | --- |
| 1                                                                        | Thành phố Chí Linh                                                       | 14 phường: An Lạc, Bến Tắm, Chí Minh, Cổ Thành, Cộng Hòa, Đồng Lạc, Hoàng Tân, Hoàng Tiến, Phả Lại, Sao Đỏ, Tân Dân, Thái Học, Văn An, Văn Đức và 5 xã: Bắc An, Hoàng Hoa Thám, Hưng Đạo, Lê Lợi, Nhân Huệ                                                                                   |
| 2                                                                        | Thành phố Hải Dương                                                      | 18 phường: Ái Quốc, Bình Hàn, Cẩm Thượng, Hải Tân, Lê Thanh Nghị, Nam Đồng, Ngọc Châu, Nguyễn Trãi, Nhị Châu, Quang Trung, Tân Bình, Tân Hưng, Thanh Bình, Thạch Khôi, Trần Hưng Đạo, Trần Phú, Tứ Minh, Việt Hòa và 6 xã: An Thượng, Gia Xuyên, Liên Hồng, Ngọc Sơn, Quyết Thắng, Tiền Tiến |
| 3                                                                        | Thị xã Kinh Môn                                                          | 14 phường: An Lưu, An Phụ, An Sinh, Duy Tân, Hiến Thành, Hiệp An, Hiệp Sơn, Long Xuyên, Minh Tân, Phạm Thái, Phú Thứ, Tân Dân, Thái Thịnh, Thất Hùng và 8 xã: Bạch Đằng, Hiệp Hòa, Lạc Long, Lê Ninh, Minh Hòa, Quang Thành, Thăng Long, Thượng Quận                                         |
| 4                                                                        | Huyện Bình Giang                                                         | Thị trấn Kẻ Sặt và 14 xã: Bình Xuyên, Cổ Bì, Hồng Khê, Hùng Thắng, Long Xuyên, Nhân Quyền, Tân Hồng, Tân Việt, Thái Dương, Thái Hòa, Thái Minh, Thúc Kháng, Vĩnh Hồng, Vĩnh Hưng |
| 5                                                                        | Huyện Cẩm Giàng                                                          | 2 thị trấn: Cẩm Giang, Lai Cách và 13 xã: Cẩm Đoài, Cẩm Đông, Cẩm Hoàng, Cẩm Hưng, Cẩm Văn, Cẩm Vũ, Cao An, Định Sơn, Đức Chính, Lương Điền, Ngọc Liên, Phúc Điền, Tân Trường |
| 6                                                                        | Huyện Gia Lộc                                                            | Thị trấn Gia Lộc và 14 xã: Đoàn Thượng, Gia Phúc, Gia Tiến, Hoàng Diệu, Hồng Hưng, Lê Lợi, Nhật Quang, Phạm Trấn, Quang Đức, Thống Kênh, Thống Nhất, Toàn Thắng, Yết Kiêu, Gia Khánh |
| 7                                                                        | Huyện Kim Thành                                                          | Thị trấn Phú Thái và 13 xã: Đại Đức, Đồng Cẩm, Hòa Bình, Kim Anh, Kim Đính, Kim Liên, Kim Tân, Kim Xuyên, Lai Khê, Ngũ Phúc, Tam Kỳ, Tuấn Việt, Vũ Dũng |
| 8                                                                        | Huyện Nam Sách                                                           | Thị trấn Nam Sách và 14 xã: An Bình, An Phú, An Sơn, Cộng Hòa, Đồng Lạc, Hiệp Cát, Hồng Phong, Hợp Tiến, Minh Tân, Nam Hưng, Nam Tân, Quốc Tuấn, Thái Tân, Trần Phú |
| 9                                                                        | Huyện Ninh Giang                                                         | Thị trấn Ninh Giang và 15 xã: An Đức, Bình Xuyên, Đức Phúc, Hiệp Lực, Hồng Dụ, Hồng Phong, Hưng Long, Kiến Phúc, Nghĩa An, Tân Hương, Tân Phong, Tân Quang, Ứng Hòe, Văn Hội, Vĩnh Hòa |
| 10                                                                       | Huyện Thanh Hà                                                           | Thị trấn Thanh Hà và 15 xã: An Phượng, Cẩm Việt, Hồng Lạc, Liên Mạc, Tân An, Tân Việt, Thanh An, Thanh Hải, Thanh Hồng, Thanh Lang, Thanh Quang, Thanh Sơn, Thanh Tân, Thanh Xuân, Vĩnh Cường                                                                                                |
| 11                                                                       | Huyện Thanh Miện                                                         | Thị trấn Thanh Miện và 16 xã: Cao Thắng, Chi Lăng Bắc, Chi Lăng Nam, Đoàn Kết, Đoàn Tùng, Hồng Phong, Hồng Quang, Lam Sơn, Lê Hồng, Ngô Quyền, Ngũ Hùng, Phạm Kha, Tân Trào, Thanh Giang, Thanh Tùng, Tứ Cường                                                                               |
| 12                                                                       | Huyện Tứ Kỳ                                                              | Thị trấn Tứ Kỳ và 19 xã: An Thanh, Bình Lãng, Chí Minh, Dân An, Đại Hợp, Đại Sơn, Hà Kỳ, Hà Thanh, Hưng Đạo, Kỳ Sơn, Lạc Phượng, Minh Đức, Nguyên Giáp, Quang Khải, Quang Phục, Quang Trung, Tân Kỳ, Tiên Động, Văn Tố                                                                       |
| Tổng cộng                                                                | 12 đơn vị hành chính cấp huyện, gồm 09 huyện, 01 thị xã và 02 thành phố  | 207 đơn vị hành chính cấp xã, gồm 151 xã, 46 phường và 10 thị trấn |

### Thành phốHải Phòng

#### ThờiViệt Nam Dân chủ Cộng hòa(1975 - 1976)
- Tính đến ngày 2 tháng 7 năm 1976, thành phố Hải Phòng có 12 đơn vị hành chính cấp huyện, bao gồm 3 khu phố: Hồng Bàng, Lê Chân, Ngô Quyền, 2 thị xã: Đồ Sơn, Kiến An và 7 huyện: An Hải, An Thụy, Cát Bà, Cát Hải, Thủy Nguyên, Tiên Lãng, Vĩnh Bảo.

#### Năm 1977: Quyết định số 57-CP
- Quyết định số 57-CP[34] ngày 11 tháng 3 năm 1977 của Hội đồng Chính phủ về việc hợp nhất huyện Cát Bà và huyện Cát Hải thành huyện Cát Hải thuộc thành phố Hải Phòng:
- Huyện Cát Bà, huyện Cát Hải

1. Hợp nhất huyện Cát Bà và huyện Cát Hải thành một huyện lấy tên là huyện Cát Hải thuộc thành phố Hải Phòng.

#### Năm 1979: Quyết định số 19-CP
- Quyết định số 19-CP[35] ngày 16 tháng 1 năm 1979 của Hội đồng Chính phủ về việc thành lập thị trấn Quán Toan thuộc huyện An Hải, thành phố Hải Phòng:
- Huyện An Hải

1. Thành lập một thị trấn mới lấy tên là thị trấn Quán Toan thuộc huyện An Hải, thành phố Hải Phòng.

#### Năm 1979: Quyết định số 110-CP
- Quyết định số 110-CP[36] ngày 13 tháng 3 năm 1979 của Hội đồng Chính phủ về việc giải thể xã Cao Minh thuộc huyện Cát Hải, thành phố Hải Phòng:
- Huyện Cát Hải

1. Giải thể xã Cao Minh thuộc huyện Cát Hải, thành phố Hải Phòng.
2. Đất của xã Cao Minh giao cho xã Hòa Quang cùng huyện quản lý. Dân của xã Cao Minh chuyển về trực thuộc thị trấn Cát Bà cùng huyện quản lý.

#### Năm 1980: Quyết định số 72-CP
- Quyết định số 72-CP[37] ngày 5 tháng 3 năm 1980 của Hội đồng Chính phủ về việc điều chỉnh địa giới huyện An Thụy, thành lập huyện Đồ Sơn và huyện Kiến An thuộc thành phố Hải Phòng:
- Huyện An Thụy, thị xã Đồ Sơn, huyện Đồ Sơn

1. Cắt 21 xã của huyện An Thụy là các xã Tú Sơn, Đại Hợp, Đoàn Xá, Hợp Đức, Hòa Nghĩa, Anh Dũng, Minh Tân, Tân Phong, Đông Phương, Đại Đồng, Hưng Đạo, Đa Phúc, Ngũ Đoan, Đại Hà, Tân Trào, Thụy Hương, Kiến Quốc, Ngũ Phúc, Thanh Sơn, Hữu Bằng, Thuận Thiên sáp nhập với thị xã Đồ Sơn, thành một đơn vị hành chính mới lấy tên là huyện Đồ Sơn.
2. Huyện Đồ Sơn gồm 22 xã Tú Sơn, Đại Hợp, Đoàn Xá, Hợp Đức, Hòa Nghĩa, Anh Dũng, Minh Tân, Tân Phong, Đông Phương, Đại Đồng, Hưng Đạo, Đa Phúc, Ngũ Đoan, Đại Hà, Tân Trào, Thụy Hương, Kiến Quốc, Ngũ Phúc, Thanh Sơn, Hữu Bằng, Thuận Thiên, Bàng La (đổi tiểu khu Bàng La thành xã Bàng La) và 1 thị trấn Đồ Sơn (địa giới của thị trấn Đồ Sơn là địa giới của thị xã Đồ Sơn cũ, trừ xã Bàng La).

- Huyện An Thụy, thị xã Kiến An, huyện Kiến An

1. Cắt 16 xã còn lại của huyện An Thụy, là các xã An Thái, An Thọ, Mỹ Đức, Chiến Tháng, Tân Viên, Tân Dân, Thái Sơn, Trường Sơn, Quốc Tuấn, An Thắng, An Tiến, Trường Thành, Trường Thọ, Bát Trang, Quang Hưng, Quang Trung sáp nhập với thị xã Kiến An, thành một đơn vị hành chính mới lấy tên là huyện Kiến An.
2. Huyện Kiến An gồm 19 xã An Thái, An Thọ, Mỹ Đức, Chiến Thắng, Tân Viên, Tân Dân, Thái Sơn, Trường Sơn, Quốc Tuấn, An Thắng, An Tiến, Trường Thọ, Trường Thành, Bát Trang, Quang Hưng, Quang Trung, Đồng Hòa, Nam Hà, Bắc Hà và 1 thị trấn Kiến An (địa giới của thị trấn Kiến An là địa giới của thị xã Kiến An cũ, trừ 3 xã Đồng Hòa, Nam Hà, Bắc Hà).

#### Năm 1981: Quyết định số 3-CP
- Quyết định số 3-CP[7] ngày 3 tháng 1 năm 1981 của Hội đồng Chính phủ về việc thống nhất tên gọi các đơn vị hành chính ở nội thành nội thị:

1. Từ nay ở nội thành, đơn vị hành chính cấp dưới trực tiếp của thành phố trực thuộc trung ương đều thống nhất gọi là quận; các đơn vị hành chính cơ sở ở nội thành, nội thị của các thành phố thuộc tỉnh, thị xã và quận gọi là phường.

#### Năm 1981: Quyết định số 186-CP
- Quyết định số 186-CP[38] ngày 18 tháng 5 năm 1981 của Hội đồng Chính phủ về việc điều chỉnh địa giới một số xã và phường thuộc thành phố Hải Phòng:
- Huyện An Hải, quận Hồng Bàng

1. Tách thôn An Lạc của xã Hùng Vương thuộc huyện An Hải, để sáp nhập vào phường Sở Dầu thuộc quận Hồng Bàng.

- Huyện An Hải, quận Ngô Quyền

1. Tách thôn Vạn Mỹ của xã Đông Hải thuộc huyện An Hải, để sáp nhập vào phường Vạn Mỹ thuộc quận Ngô Quyền.

- Huyện Tiên Lãng

1. Chia xã Chấn Hưng thuộc huyện Tiên Lãng thành hai xã lấy tên là xã Nam Hưng và xã Bắc Hưng.

#### Năm 1981: Quyết định số 89-HĐBT
- Quyết định số 89-HĐBT[39] ngày 25 tháng 9 năm 1981 của Hội đồng Bộ trưởng về việc phân vạch địa giới một số phường thuộc thành phố Hải Phòng:

- Quận Lê Chân

1. Chia các phường An Dương, Lam Sơn thuộc quận Lê Chân, thành phố Hải Phòng thành ba phường lấy tên là phường An Dương, phường Lam Sơn và phường Trần Nguyên Hãn.

#### Năm 1983: Quyết định số 78-HĐBT
- Quyết định số 78-HĐBT[40] ngày 15 tháng 7 năm 1983 của Hội đồng Bộ trưởng về việc thành lập hai xã mới của huyện Thủy Nguyên thuộc thành phố Hải Phòng:
- Huyện Thủy Nguyên

1. Thành lập ở vùng kinh tế Gia Minh của huyện Thủy Nguyên thuộc thành phố Hải Phòng hai xã mới lấy tên là xã Gia Minh và xã Gia Đức.

#### Năm 1986: Quyết định số 23-HĐBT
- Quyết định số 23-HĐBT[41] ngày 18 tháng 3 năm 1986 của Hội đồng Bộ trưởng về việc điều chỉnh địa giới hành chính một số xã, thị trấn của các huyện Thủy Nguyên, Vĩnh Bảo và Tiên Lãng thuộc thành phố Hải Phòng:
- Huyện Thủy Nguyên

1. Thành lập thị trấn Núi Đèo (thị trấn huyện lỵ huyện Thủy Nguyên) trên cơ sở 55,62 hécta đất với 2.615 nhân khẩu của xã Thủy Sơn và 36,55 hécta đất với 620 nhân khẩu của xã Thủy Đường cùng 2.138 nhân khẩu là cán bộ, công nhân viên.
2. Thành lập thị trấn Minh Đức (thị trấn công nghiệp) trên cơ sở xã Minh Đức.

- Huyện Vĩnh Bảo

1. Thành lập thị trấn Vĩnh Bảo (thị trấn huyện lỵ huyện Vĩnh Bảo) trên cơ sở 223,8 hécta diện tích tự nhiên với 4.336 nhân khẩu của xã Tân Hưng và 28 hécta diện tích tự nhiên với 1.061 nhân khẩu của xã Nhân Hòa.

- Huyện Tiên Lãng

1. Thành lập xã Đông Hưng và xã Tây Hưng tại vùng kinh tế mới Chấn Hưng.

#### Năm 1987: Quyết định số 33c-HĐBT
- Quyết định số 33c-HĐBT[42] ngày 14 tháng 2 năm 1987 của Hội đồng Bộ trưởng về việc phân vạch địa giới hành chính một số xã, thị trấn của các huyện An Hải, Đồ Sơn và Tiên Lãng thuộc thành phố Hải Phòng:
- Huyện An Hải

1. Thành lập thị trấn An Dương (thị trấn huyện lỵ huyện An Hải) trên cơ sở 94,67 hécta đất với 5.068 nhân khẩu của xã Lê Lợi; 60,48 hécta đất với 897 nhân khẩu của xã Đồng Tâm; 12,41 hécta đất với 217 nhân khẩu của xã Đồng Thái và 24,96 hécta đất với 412 nhân khẩu của xã Nam Sơn.
2. Sáp nhập xã Đồng Tâm và xã Đồng Tiến thành 1 xã lấy tên là xã An Đồng.

- Huyện Đồ Sơn

1. Thành lập thị trấn Núi Đối (thị trấn huyện lỵ huyện Đồ Sơn) trên cơ sở 41,5 hécta đất của xã Minh Tân và 117,9 hécta đất với 1.131 nhân khẩu của xã Thanh Sơn cùng 4.351 nhân khẩu là cán bộ, công nhân viên Nhà nước của các cơ quan đóng trên địa bàn này.

- Huyện Tiên Lãng

1. Giải thể xã Minh Đức để thành lập thị trấn Tiên Lãng (thị trấn huyện lỵ huyện Tiên Lãng).

#### Năm 1987: Quyết định số 38-HĐBT
- Quyết định số 38-HĐBT[43] ngày 17 tháng 2 năm 1987 của Hội đồng Bộ trưởng về việc điều chỉnh địa giới hành chính giữa huyện An Hải và quận Ngô Quyền thuộc thành phố Hải Phòng:
- Huyện An Hải, quận Ngô Quyền

1. Tách các xã Đằng Giang và Đông Khê của huyện An Hải để sáp nhập vào quận Ngô Quyền. Thành lập các phường thuộc quận Ngô Quyền; giải thể hai xã này để thành lập phường Đằng Giang và phường Đông Khê.
2. Huyện An Hải gồm 23 xã, 2 thị trấn, có 31.854 hécta đất với 138.783 nhân khẩu.
3. Quận Ngô Quyền gồm 12 phường có 1.509 hécta đất với 133.409 nhân khẩu.
4. Tách của phường Lạch Tray thuộc quận Ngô Quyền 7 hécta đất với 1.127 nhân khẩu để sáp nhập vào phường Đằng Giang; 10,5 hécta đất với 749 nhân khẩu để sáp nhập vào phường Đông Khê.

#### Năm 1988: Quyết định số 70-HĐBT
- Quyết định số 70-HĐBT[44] ngày 23 tháng 4 năm 1988 của Hội đồng Bộ trưởng về việc phân vạch địa giới hành chính một số xã, thị trấn của huyện Cát Hải và huyện Đồ Sơn thuộc thành phố Hải Phòng:
- Huyện Cát Hải

1. Giải thể 2 xã Hòa Quang và Gia Lộc để thành lập thị trấn Cát Hải.
2. Tách thông Hùng Sơn của xã Trân Châu với 20 hécta diện tích tự nhiên và 307 nhân khẩu để sát nhập vào thị trấn Cát Bà.

- Huyện Đồ Sơn

1. Thành lập 2 xã tại vùng kinh tế mới đường 14 lấy tên là xã Tân Thành và xã Hải Thành.

#### Năm 1988: Quyết định số 100-HĐBT
- Quyết định số 100-HĐBT[45] ngày 6 tháng 6 năm 1988 của Hội đồng Bộ trưởng về việc phân vạch địa giới hành chính các huyện Đồ Sơn và Kiến An thuộc thành phố Hải Phòng:
- Huyện Đồ Sơn, thị xã Đồ Sơn, huyện Kiến Thụy

1. Thành lập thị xã Đồ Sơn trên cơ sở thị trấn Đồ Sơn và xã Bằng La; đổi tên huyện Đồ Sơn thành huyện Kiến Thụy.
2. Sau khi điều chỉnh địa giới, thị xã Đồ Sơn có 4 phường Ngọc Hải, Ngọc Xuyên, Vạn Hương, Vạn Sơn và xã Bằng La với 3.094 hécta diện tích tự nhiên và 30.865 nhân khẩu.
3. Sau khi điều chỉnh địa giới, huyện Kiến Thụy có thị trấn Núi Đôi và 23 xã Anh Dũng, Đa Phúc, Đại Hà, Đại Đồng, Đại Hợp, Đoàn Xá, Đông Phương, Hải Thanh, Hòa Nghĩa, Hợp Đức, Hưng Đạo, Hữu Bằng, Kiến Quốc, Minh Tân, Ngữ Phúc, Ngũ Đoan, Tân Phong, Tân Trào, Tân Thanh, Tú Sơn, Thanh Sơn, Thuận Thiên, Thụy Hương với 16.450,14 hécta diện tích tự nhiên và 128.249 nhân khẩu.

- Huyện Kiến An, thị xã Kiến An, huyện An Lão

1. Thành lập thị xã Kiến An trên cơ sở thị trấn Kiến An và 3 xã Bắc Hòa, Đồng Hòa, Nam Hòa thuộc huyện Kiến An; đổi tên huyện Kiến An thành huyện An Lão.
2. Sau khi điều chỉnh địa giới, thị xã Kiến An có 6 phường Bắc Sơn, Cận Sơn, Lê Quốc Uy, Ngọc Sơn, Phủ Liễn, Trần Thành Ngọ và 3 xã Bắc Hà, Đồng Hòa, Nam Hà với 2.650,56 hécta diện tích tự nhiên (kể cả 2,5 hécta của xã Thái Sơn đưa vào sân bay Kiến An) và 68.061 nhân khẩu.
3. Sau khi điều chỉnh địa giới, huyện An Lão có 16 xã An Tiến, An Thái, An Thắng, An Thọ, Bát Trang, Chiến Thắng, Mỹ Đức, Quốc Tuấn, Quang Trung, Quang Hưng, Tân Dân, Tân Tiến, Thái Sơn, Trường Thành, Trường Thọ, Trường Sơn với 11.205,44 hécta diện tích tự nhiên và 97.096 nhân khẩu.

#### Năm 1989: Quyết định số 110-HĐBT
- Quyết định số 110-HĐBT[46] ngày 28 tháng 8 năm 1989 của Hội đồng Bộ trưởng về việc phân vạch địa giới hành chính của thị xã Kiến An thuộc thành phố Hải Phòng:
- Thị xã Kiến An

1. Sáp nhập phường Lê Quốc Uy và phường Trần Thành Ngọ thành một phường lấy tên là phường Trần Thành Ngọ.
2. Sáp nhập phường Cận Sơn và phường Phù Liễn thành một phường lấy tên là phường Phù Liễn.
3. Thành lập phường Quán Trữ trên cơ sở tách một phần diện tích tự nhiên 333,62 ha và 8.314 nhân khẩu của xã Đồng Hòa.

#### Năm 1992: Nghị định số 15/NĐ-CP
- Nghị định số 15/NĐ-CP[47] ngày 9 tháng 12 năm 1992 của Chính phủ về việc thành lập huyện Bạch Long Vỹ thuộc thành phố Hải Phòng:
- Huyện Bạch Long Vỹ

1. Thành lập huyện Bạch Long Vĩ trên cơ sở đảo Bạch Long Vĩ thuộc thành phố Hải Phòng.

#### Năm 1993: Nghị định số 34-CP
- Nghị định số 34-CP[48] ngày 3 tháng 6 năm 1993 của Chính phủ về việc thành lập xã Tiên Hưng thuộc huyện Tiên Lãng thành phố Hải Phòng:
- Huyện Tiên Lãng

1. Thành lập xã Tiên Hưng thuộc huyện Tiên Lãng, thành phố Hải Phòng trên cơ sở toàn bộ diện tích và dân cư của hợp tác xã nông nghiệp Tiên Hưng (nông trường Vinh Quang cũ).

#### Năm 1993: Nghị định số 84-CP
- Nghị định số 84-CP[49] ngày 22 tháng 11 năm 1993 của Chính phủ về việc thành lập thị trấn An Lão thuộc huyện An Lão, thành phố Hải Phòng:
- Huyện An Hải

1. Thành lập thị trấn An Lão (thị trấn huyện lỵ) thuộc huyện An Lão, thành phố Hải Phòng, trên cơ sở 30,75 ha diện tích tự nhiên và 1.780 nhân khẩu của xã An Tiến; 116,8 ha diện tích tự nhiên và 1.462 nhân khẩu của xã Quốc Tuấn.

#### Năm 1993: Nghị định số 89-CP
- Nghị định số 89-CP[50] ngày 23 tháng 11 năm 1993 của Chính phủ về việc điều chỉnh địa giới huyện An Hải, quận Hồng Bàng và thành lập phường thuộc thành phố Hải Phòng:
- Huyện An Hải, quận Hồng Bàng

1. Tách xã Hùng Vương, thị trấn Quán Toan; 133,49 ha diện tích tự nhiên với 2.079 nhân khẩu của xã An Hưng và 74,3 ha diện tích tự nhiên với 1.284 nhân khẩu của xã Nam Sơn thuộc huyện An Hải giao về quận Hồng Bàng quản lý.
2. Chuyển xã Hùng Vương thành phường Hùng Vương.
3. Thành lập phường Quán Toan trên cơ sở diện tích và nhân khẩu của thị trấn Quán Toan và 133,49 ha diện tích tự nhiên với 2.079 nhân khẩu của xã An Hưng chuyển sang; 74,3 ha diện tích tự nhiên với 1.284 nhân khẩu của xã Nam Sơn chuyển sang.
4. Sau khi điều chỉnh địa giới:
  1. Quận Hồng Bàng có 11 đơn vị hành chính là các phường Sở Dầu, Trại Chuối, Thượng Lý, Minh Khai, Hạ Lý, Hoàng Văn Thụ, Quang Trung, Phan Bội Châu, Phạm Hồng Thái, Hùng Vương và Quán Toan.
  2. Huyện An Hải có 23 đơn vị hành chính là các xã Lê Thiện, Đại Bản, Tân Tiến, An Hưng, An Hồng, Nam Sơn, Bắc Sơn, An Hòa, Hồng Phong, Lê Lợi, Quốc Tuấn, Đặng Cương, Hồng Thái, Đồng Thái, An Đồng, Dư Hàng Kênh, Vĩnh Niệm, Đằng Lâm, Đông Hải, Nam Hải, Tràng Cát, Đằng Hải và thị trấn An Dương.

#### Năm 1994: Nghị định số 100-CP
- Nghị định số 100-CP[51] ngày 29 tháng 8 năm 1994 của Chính phủ về việc thành lập quận Kiến An thuộc thành phố Hải Phòng:
- Quận Kiến An

1. Nay Thành lập quận Kiến An trên cơ sở toàn bộ diện tích nhân khẩu và địa giới hành chính của thị xã Kiến An hiện tại.
2. Quận Kiến An có diện tích tư nhiên 2.669,85 hécta; nhân khẩu 73.297.
3. Chuyển xã Đồng Hòa thành phường Đồng Hòa.
4. Thành lập phường Tràng Minh trên cơ sở diện tích tự nhiên 292,99 hécta; nhân khẩu 5.990 của xã Bắc Hà, diện tích tự nhiên 28,43 hécta; nhân khẩu 770 của phường Phù Liễn.
5. Thành lập phường Văn Đẩu trên cơ sở diện tích tự nhiên 96,76 hécta; nhân khẩu 2.195 của xã Nam Hà, diện tích tự nhiên 186,09 hécta; nhân khẩu 1.882 của xã Bắc Hà, diện tích tự nhiên 47,44 hécta; nhân khẩu 5.985 của phường Phù Liễn.
6. Sáp nhập thôn Quy Tức và thôn Đồng Tải của xã Bắc Hà (gồm 241,33 hécta; nhân khẩu 3.021) vào phần còn lại của phường Phù Liễn (gồm 47,06 hécta, nhân khẩu 3.033) thành một đơn vị hành chính mới là phường Phù Liễn.
7. Thành lập phường Nam Sơn trên cơ sở phần còn lại của xã Nam Hà (gồm thôn Kha Lâm và thôn Lệ Tảo).

#### Năm 2002: Nghị định số 106/2002/NĐ-CP
- Nghị định số 106/2002/NĐ-CP[52] ngày 20 tháng 12 năm 2002 của Chính phủ về việc điều chỉnh địa giới hành chính huyện An Hải và quận Ngô Quyền để thành lập quận Hải An và các phường trực thuộc, mở rộng và thành lập phường thuộc quận Lê Chân và đổi tên huyện An Hải thành An Dương thuộc thành phố Hải Phòng:
- Huyện An Hải, quận Ngô Quyền, quận Hải An

1. Thành lập quận Hải An trên cơ sở toàn bộ diện tích tự nhiên và dân số của 5 xã Đằng Lâm, Đằng Hải, Đông Hải, Nam Hải, Tràng Cát thuộc huyện An Hải và phường Cát Bi thuộc quận Ngô Quyền.
2. Thành lập phường thuộc quận Hải An
  1. Thành lập phường Đằng Lâm trên cơ sở toàn bộ diện tích tự nhiên và dân số của xã Đằng Lâm.
  2. Thành lập phường Đằng Hải trên cơ sở toàn bộ diện tích tự nhiên và dân số của xã Đằng Hải.
  3. Thành lập phường Đông Hải trên cơ sở toàn bộ diện tích tự nhiên và dân số của xã Đông Hải.
  4. Thành lập phường Nam Hải trên cơ sở toàn bộ diện tích tự nhiên và dân số của xã Nam Hải.
  5. Thành lập phường Tràng Cát trên cơ sở toàn bộ diện tích tự nhiên và dân số của xã Tràng Cát.
3. Quận Hải An có 8.838,97 ha diện tích tự nhiên và 69.862 nhân khẩu; có 06 đơn vị hành chính trực thuộc gồm các phường: Đằng Lâm, Đằng Hải, Đông Hải, Nam Hải, Tràng Cát và Cát Bi.

- Huyện An Hải, quận Lê Chân

1. Sáp nhập nguyên trạng diện tích tự nhiên và dân số của 2 xã Vĩnh Niệm và Dư Hàng Kênh thuộc huyện An Hải vào quận Lê Chân.
2. Thành lập phường Vĩnh Niệm thuộc quận Lê Chân trên cơ sở toàn bộ diện tích tự nhiên và dân số của xã Vĩnh Niệm.
3. Thành lập phường Dư Hàng Kênh thuộc quận Lê Chân trên cơ sở toàn bộ diện tích tự nhiên và dân số của xã Dư Hàng Kênh.
4. Sau khi điều chỉnh địa giới hành chính huyện An Hải và quận Ngô Quyền để thành lập quận Hải An và các phường trực thuộc quận Hải An; mở rộng và thành lập phường thuộc quận Lê Chân:
  1. Quận Lê Chân có 1.231,02 ha diện tích tự nhiên và 179.168 nhân khẩu; có 14 đơn vị hành chính trực thuộc gồm các phường: An Biên, An Dương, Cát Dài, Dư Hàng, Đông Hải, Hàng Kênh, Hồ Nam, Lam Sơn, Mê Linh, Niệm Nghĩa, Trại Cau, Trần Nguyên Hãn, Vĩnh Niệm và Dư Hàng Kênh.
  2. Quận Ngô Quyền còn lại 1.096,78 ha diện tích tự nhiên và 155.253 nhân khẩu; có 13 đơn vị hành chính trực thuộc gồm các phường : Cầu Đất, Cầu Tre, Đằng Giang, Đông Khê, Đổng Quốc Bình, Gia Viên, Lạch Tray, Lạc Viên, Lê Lợi, Lương Khánh Thiện, Máy Chai, Máy Tơ, Vạn Mỹ.
  3. Huyện An Hải còn lại 9.831,96 ha diện tích tự nhiên và 134.137 nhân khẩu; có 16 đơn vị hành chính trực thuộc gồm các xã : An Đồng, An Hòa, An Hồng, An Hưng, Bắc Sơn, Đại Bản, Đặng Cương, Đồng Thái, Hồng Phong, Hồng Thái, Lê Lợi, Lê Thiện, Nam Sơn, Quốc Tuấn, Tân Tiến và thị trấn An Dương.

- Huyện An Hải, huyện An Dương

1. Đổi tên huyện An Hải thành huyện An Dương.

#### Năm 2004: Nghị định số 18/2004/NĐ-CP
- Nghị định số 18/2004/NĐ-CP[53] ngày 10 tháng 1 năm 2004 của Chính phủ về việc thành lập phường thuộc quận Lê Chân; xã thuộc các huyện Thủy Nguyên, Kiến Thụy, thành phố Hải Phòng:
- Quận Lê Chân

1. Thành lập phường Nghĩa Xá thuộc quận Lê Chân trên cơ sở 64 ha diện tích tự nhiên và 13.779 nhân khẩu của phường Niệm Nghĩa.
2. Sáp nhập phường Mê Linh vào phường An Biên thuộc quận Lê Chân.

- Huyện Thủy Nguyên

1. Thành lập xã Lưu Kỳ thuộc huyện Thủy Nguyên trên cơ sở 417,03 ha diện tích tự nhiên và 2.528 nhân khẩu của xã Lưu Kiếm.

- Huyện Kiến Thụy

1. Thành lập xã Du Lễ thuộc huyện Kiến Thụy trên cơ sở 301,61 ha diện tích tự nhiên và 4.649 nhân khẩu của xã Kiến Quốc.

#### Năm 2007: Nghị định số 54/2007/NĐ-CP
- Nghị định số 54/2007/NĐ-CP[54] ngày 5 tháng 4 năm 2007 của Chính phủ về việc điều chỉnh địa giới hành chính xã, phường; thành lập phường, thị trấn thuộc các quận Hải An, Lê Chân, Kiến An và huyện An Lão, thành phố Hải Phòng:
- Quận Hải An

1. Thành lập phường Đông Hải 1 thuộc quận Hải An trên cơ sở điều chỉnh 1.548 ha diện tích tự nhiên và 12.884 nhân khẩu của phường Đông Hải.
2. Thành lập phường Đông Hải 2 thuộc quận Hải An trên cơ sở 4.491,87 ha diện tích tự nhiên và 9.135 nhân khẩu còn lại của phường Đông Hải.
3. Thành lập phường Thành Tô thuộc quận Hải An trên cơ sở điều chỉnh 276,77 ha diện tích tự nhiên và 2.112 nhân khẩu của phường Đằng Lâm; 45,80 ha diện tích tự nhiên và 8.240 nhân khẩu của phường Cát Bi.
4. Quận Hải An có 8 đơn vị hành chính trực thuộc, gồm các phường: Nam Hải, Đằng Hải, Tràng Cát, Đông Hải 1, Đông Hải 2, Đằng Lâm, Cát Bi và Thành Tô.

- Quận Lê Chân

1. Thành lập phường Kênh Dương thuộc quận Lê Chân trên cơ sở điều chỉnh 162,43 ha diện tích tự nhiên và 8.930 nhân khẩu của phường Dư Hàng Kênh.
2. Quận Lê Chân có 15 đơn vị hành chính trực thuộc, gồm các phường: Trại Cau, Hồ Nam, Hàng Kênh, Đông Hải, An Biên, Dư Hàng, Vĩnh Niệm, Nghĩa Xá, Niệm Nghĩa, Cát Dài, Trần Nguyên Hãn, Lam Sơn, An Dương, Dư Hàng Kênh và Kênh Dương.

- Quận Kiến An

1. Thành lập phường Lãm Hà thuộc quận Kiến An trên cơ sở điều chỉnh 175,22 diện tích tự nhiên và 12.968 nhân khẩu của phường Quán Trữ.
2. Quận Kiến An có 10 đơn vị hành chính trực thuộc, gồm các phường: Bắc Sơn, Ngọc Sơn, Trần Thành Ngọ, Đồng Hòa, Nam Sơn, Phù Liễn, Tràng Minh, Văn Đẩu, Quán Trữ, Lãm Hà.

- Huyện An Lão

1. Thành lập thị trấn Trường Sơn thuộc huyện An Lão trên cơ sở toàn bộ diện tích tự nhiên và nhân khẩu dân số hiện có của xã Trường Sơn.
2. Huyện An Lão có 17 đơn vị hành chính trực thuộc, gồm các xã: Bát Trung, Trường Thọ, Trường Thành, An Tiến, An Thắng, Tân Dân, Thái Sơn, An Thái, An Thọ, Mỹ Đức, Chiến Thắng, Tân Viên, Quốc Tuấn, Quang Trung, Quang Hưng và thị trấn An Lão, thị trấn Trường Sơn.

#### Năm 2007: Nghị định số 145/2007/NĐ-CP
- Nghị định số 145/2007/NĐ-CP[55] ngày 12 tháng 9 năm 2007 của Chính phủ về việc điều chỉnh địa giới hành chính huyện Kiến Thụy để thành lập quận Dương Kinh; thành lập quận Đồ Sơn; thành lập phường thuộc các quận Dương Kinh, Đồ Sơn, thành phố Hải Phòng:
- Huyện Kiến Thụy, quận Dương Kinh

1. Thành lập quận Dương Kinh thuộc thành phố Hải Phòng trên cơ sở điều chỉnh 4.584,87 ha diện tích tự nhiên và 50.051 nhân khẩu của huyện Kiến Thụy (bao gồm toàn bộ diện tích tự nhiên và nhân khẩu của các xã: Anh Dũng, Đa Phúc, Hưng Đạo, Hải Thành, Tân Thành, Hòa Nghĩa thuộc huyện Kiến Thụy).

- Thị xã Đồ Sơn, huyện Kiến Thụy

1. Thành lập quận Đồ Sơn thuộc thành phố Hải Phòng trên cơ sở toàn bộ 3.141,89 ha diện tích tự nhiên và 35.561 nhân khẩu của thị xã Đồ Sơn (bao gồm toàn bộ diện tích tự nhiên và nhân khẩu của các phường: Ngọc Hải, Vạn Sơn, Vạn Hương, Ngọc Xuyên và xã Bàng La) và 1.095,40 ha diện tích tự nhiên và 15.856 nhân khẩu của xã Hợp Đức, huyện Kiến Thụy.

- Quận Dương Kinh

1. Thành lập phường Đa Phúc trên cơ sở toàn bộ xã Đa Phúc.
2. Thành lập phường Hưng Đạo trên cơ sở toàn bộ xã Hưng Đạo.
3. Thành lập phường Anh Dũng trên cơ sở toàn bộ xã Anh Dũng.
4. Thành lập phường Hải Thành trên cơ sở toàn bộ xã Hải Thành.
5. Thành lập phường Hòa Nghĩa trên cơ sở toàn bộ xã Hòa Nghĩa.
6. Thành lập phường Tân Thành trên cơ sở toàn bộ xã Tân Thành.

- Quận Đồ Sơn

1. Thành lập phường Bàng La trên cơ sở toàn bộ xã Bàng La.
2. Thành lập phường Minh Đức trên cơ sở điều chỉnh 523,80 ha diện tích tự nhiên và 7.763 nhân khẩu của xã Hợp Đức.
3. Thành lập phường Hợp Đức trên cơ sở toàn bộ 571,60 ha diện tích tự nhiên và 8.093 nhân khẩu còn lại của xã Hợp Đức.
4. Sau khi điều chỉnh địa giới hành chính huyện Kiến Thụy để thành lập quận Dương Kinh, quận Đồ Sơn và thành lập một số phường trực thuộc:
  1. Quận Dương Kinh có 4.584,87 ha diện tích tự nhiên và 50.051 nhân khẩu, có 6 đơn vị hành chính trực thuộc, gồm các phường: Đa Phúc, Hưng Đạo, Anh Dũng, Hải Thành, Hòa Nghĩa và Tân Thành.
  2. Quận Đồ Sơn có 4.237,29 ha diện tích tự nhiên và 51.417 nhân khẩu, có 7 đơn vị hành chính trực thuộc, bao gồm các phường: Ngọc Hải, Vạn Sơn, Vạn Hương, Ngọc Xuyên, Bàng La, Minh Đức và Hợp Đức.
  3. Huyện Kiến Thụy còn lại 10.753 ha diện tích tự nhiên và 126.041 nhân khẩu, có 18 đơn vị hành chính trực thuộc, bao gồm các xã: Đông Phương, Đại Đồng, Hữu Bằng, Thuận Thiên, Du Lễ, Ngũ Phúc, Kiến Quốc, Thụy Hương, Thanh Sơn, Đại Hà, Ngũ Đoan, Tân Trào, Đoàn Xá, Đại Hợp, Tú Sơn, Tân Phong, Minh Tân và thị trấn Núi Đối.
  4. Thành phố Hải Phòng có 1.507.570 ha diện tích tự nhiên và 1.884.685 nhân khẩu, có 15 đơn vị hành chính trực thuộc, bao gồm các quận: Hồng Bàng, Lê Chân, Ngô Quyền, Kiến An, Hải An, Dương Kinh, Đồ Sơn và các huyện An Dương, An Lão, Kiến Thụy, Thủy Nguyên, Tiên Lãng, Vĩnh Bảo, Cát Hải và Bạch Long Vĩ.

#### Năm 2019: Nghị quyết số 26/NQ-CP
- Nghị quyết số 26/NQ-CP[56] ngày 25 tháng 4 năm 2019 của Chính phủ về việc xác định địa giới hành chính giữa tỉnh Quảng Ninh và thành phố Hải Phòng tại hai khu vực do lịch sử để lại:
- Tỉnh Quảng Ninh, thành phố Hải Phòng

1. Khu vực Bắc đảo Cát Bà giáp ranh giữa thành phố Hạ Long, thị xã Quảng Yên, tỉnh Quảng Ninh và huyện Cát Hải, thành phố Hải Phòng nằm trên 07 mảnh bản đồ địa hình tỷ lệ 1:10.000, hệ tọa độ quốc gia VN-2000 do Bộ Tài nguyên và Môi trường xuất bản năm 2008 (kèm theo), có phiên hiệu lài F-48-82-B-d-1, F-48-82-B-b-4, F-48-82-B-d-2, F-48-83-A-c-1, F-48-83-A-c-2, F-48-83-A-c-4, F-48-83-C-a-2, đường địa giới hành chính được xác định khởi đầu từ ngã ba giữa kênh Cái Tráp với cửa Lạch Huyện tại điểm có tọa độ X=2305209,13; Y=491382940,68 (điểm địa giới giữa tỉnh Quảng Ninh và thành phố Hải Phòng đã thống nhất), theo hướng Đông Nam đi giữa cửa Lạch Huyện đến gặp lạch nước sâu (đối diện với thôn Trấn, xã Đồng Bài, huyện Cát Hải), chuyển hướng Đông Bắc đi giữa lạch (phía Đông bãi Nhện Nước, núi Hòn Nhà Đèn) sau đó chuyển hướng chung Đông - Đông Nam đi giữa lạch Ngăn và lạch Đầu Xuôi rồi chuyển hướng Nam - Đông Nam đi giữa luông Cửa Vạn qua vịnh Lan Hạ đến vịnh Bắc Bộ.
2. Khu vực Bãi nhà Mạc giáp ranh giữa thị xã Quảng Yên, tỉnh Quảng Ninh và quận Hải An, huyện Thủy Nguyên, thành phố Hải Phòng nằm trên 03 mảnh bản đồ địa hình tỷ lệ 1:10.000, hệ tọa độ quốc gia VN-2000 do Bộ Tài nguyên và Môi trường xuất bản năm 2008 (kèm theo), có phiên hiệu là: F-48-82-B-a-3, F-48-82-B-c-1, F-48-82-B-c-2, đường địa giới hành chính được xác định khởi đầu từ ngã ba giữa sông Bạch Đằng và sông Rút tại điểm có tọa độ X=2314808,02; Y=491371979,10 (điểm địa giới giữa tỉnh Quảng Ninh và thành phố Hải Phòng đã thống nhất) theo hướng chung Nam - Tây Nam rồi Đông Nam đi giữa sông Bạch Đằng đến ngã ba giữa sông Rút với sông Bạch Đằng tại điểm có tọa độ X=2304574,16; Y=491377471,43 (điểm địa giới giữa tỉnh Quảng Ninh và thành phố Hải Phòng đã thống nhất).

#### Năm 2019: Nghị quyết số 112/NQ-CP
- Nghị quyết số 112/NQ-CP[57] ngày 5 tháng 12 năm 2019 của Chính phủ về việc sửa đổi nội dung mảnh bản đồ có phiên hiệu F-48-82-B-c-2 ban hành kèm theo Nghị quyết số 26/NQ-CP ngày 25 tháng 4 năm 2019 của Chính phủ về việc xác định địa giới hành chính giữa tỉnh Quảng Ninh và thành phố Hải Phòng tại hai khu vực do lịch sử để lại:
- Tỉnh Quảng Ninh, thành phố Hải Phòng

1. Bãi bỏ đoạn địa giới hành chính cấp tỉnh giữa tỉnh Quảng Ninh và thành phố Hải Phòng từ ngã ba giữa sông Rút với sông Bạch Đằng tại điểm có tọa độ X=2304574,16; Y=491377471,43 đến ngã ba giữa kênh Cái Tráp với cửa Lạch Huyện tại điểm có tọa độ X=2305209,13; Y=491382940,68 (đoạn địa giới hành chính cấp tỉnh, không có tô bo màu hồng), được thể hiện trên mảnh bản đồ có phiên hiệu F-48-82-B-c-2 kèm theo Nghị quyết số 26/NQ-CP ngày 25 tháng 4 năm 2019 của Chính phủ về việc xác định địa giới hành chính giữa tỉnh Quảng Ninh và thành phố Hải Phòng tại hai khu vực do lịch sử để lại.
2. Bổ sung đoạn địa giới hành chính cấp tỉnh giữa tỉnh Quảng Ninh và thành phố Hải Phòng từ ngã ba giữa sông Rút với sông Bạch Đằng tại điểm có tọa độ X=2304574,16; Y=491377471,43 đến ngã ba giữa kênh Cái Tráp với cửa Lạch Huyện tại điểm có tọa độ X=2305209,13; Y=491382940,68 theo kết quả hiệp thương, thống nhất giữa tỉnh Quảng Ninh với thành phố Hải Phòng và được thể hiện trên mảnh bản đồ có phiên hiệu F-48-82-B-c-2.
3. Mảnh bản đồ có phiên hiệu F-48-82-B-c-2 đã được sửa đổi, bổ sung kèm theo Nghị quyết này thay thế mảnh bản đồ có phiên hiệu F-48-82-B-c-2 kèm theo Nghị quyết số 26/NQ-CP ngày 25 tháng 4 năm 2019 của Chính phủ về việc xác định địa giới hành chính giữa tỉnh Quảng Ninh và thành phố Hải Phòng tại hai khu vực do lịch sử để lại.

#### Năm 2020: Nghị quyết số 872/NQ-UBTVQH14
- Nghị quyết số 872/NQ-UBTVQH14[58] ngày 10 tháng 1 năm 2020 của Ủy ban Thường vụ Quốc hội về việc sắp xếp đơn vị hành chính cấp xã thuộc thành phố Hải Phòng:

- Quận Hồng Bàng

1. Nhập toàn bộ phường Quang Trung vào phường Hoàng Văn Thụ.
2. Nhập toàn bộ phường Phạm Hồng Thái vào phường Phan Bội Châu.
3. Sau khi sắp xếp, quận Hồng Bàng có 09 phường.

- Quận Ngô Quyền

1. Nhập toàn bộ phường Lương Khánh Thiện vào phường Cầu Đất.
2. Sau khi sắp xếp, quận Ngô Quyền có 12 phường.

- Quận Đồ Sơn

1. Thành lập phường Hải Sơn trên cơ sở nhập toàn bộ phường Vạn Sơn và phường Ngọc Hải.
2. Sau khi sắp xếp, quận Đồ Sơn có 06 phường.

- Huyện Tiên Lãng

1. Nhập toàn bộ xã Tiên Hưng vào xã Vinh Quang.
2. Nhập toàn bộ xã Tiên Tiến vào xã Quyết Tiến.
3. Sau khi sắp xếp, huyện Tiên Lãng có 21 đơn vị hành chính cấp xã, gồm 20 xã và 01 thị trấn.
4. Thành phố Hải Phòng có 15 đơn vị hành chính cấp huyện, gồm 07 quận và 08 huyện; 217 đơn vị hành chính cấp xã, gồm 141 xã, 66 phường và 10 thị trấn.

#### Năm 2020: Nghị quyết số 59/NQ-CP
- Nghị quyết số 59/NQ-CP[31] ngày 28 tháng 4 năm 2020 của Chính phủ về việc xác định địa giới hành chính giữa tỉnh Hải Dương và thành phố Hải Phòng tại khu vực Nông trường Quý Cao do lịch sử để lại:
- Tỉnh Hải Dương, thành phố Hải Phòng

1. Đường địa giới hành chính giữa tỉnh Hải Dương và thành phố Hải Phòng tại khu vực Nông trường Quý Cao giáp ranh giữa xã Vĩnh Lập, huyện Thanh Hà; các xã An Thanh, Quang Trung, Nguyên Giáp, huyện Tứ Kỳ, tỉnh Hải Dương và các xã Đại Thắng, Tiên Cường, huyện Tiên Lãng, thành phố Hải Phòng nằm trên 01 mảnh bản đồ địa hình hệ tọa độ quốc gia VN-2000, tỷ lệ 1:10.000 có phiên hiệu là F-48-81-B-d-4 do Bộ Tài nguyên và Môi trường xuất bản năm 2011, là đường địa giới hành chính cấp tỉnh được tô bo màu hồng, khởi đầu từ giao điểm giữa sông Mía và sông Mè (điểm địa giới giữa tỉnh Hải Dương và thành phố Hải Phòng đã thống nhất), theo hướng Tây Nam đường địa giới đi giữa sông Mía đến ngã ba giữa sông Mía, sông Cầu Xe và sông Thái Bình, đi tiếp giữa sông Cầu Xe đến ngã ba giữa sông Cầu Xe và kênh Lều Vịt, chuyển hướng Nam - Đông Nam đi giữa kênh Lều Vịt đến gặp kênh đào, chuyển hướng Đông - Đông Nam đi giữa kênh đào cắt qua bờ đắp, rồi tiếp tục đi giữa kênh đào đến giữa sông Mè (điểm địa giới giữa tỉnh Hải Dương và thành phố Hải Phòng đã thống nhất).

#### Năm 2024: Nghị quyết số 1232/NQ-UBTVQH15
- Nghị quyết số 1232/NQ-UBTVQH15[59] ngày 24 tháng 10 năm 2024 của Ủy ban Thường vụ Quốc hội về việc sắp xếp đơn vị hành chính cấp huyện, cấp xã của thành phố Hải Phòng giai đoạn 2023 - 2025:

- Quận Hải An, huyện Thủy Nguyên

1. Điều chỉnh một phần diện tích tự nhiên là 7,27 km2 của phường Đông Hải 1, quận Hải An để nhập vào xã Thủy Triều, huyện Thủy Nguyên.
2. Sau khi điều chỉnh:
  1. Quận Hải An có diện tích tự nhiên là 97,64 km² và quy mô dân số là 144.256 người; có 08 phường: Cát Bi, Đằng Hải, Đằng Lâm, Đông Hải 1, Đông Hải 2, Nam Hải, Thành Tô, Tràng Cát.
  2. Huyện Thủy Nguyên có diện tích tự nhiên là 269,10 km² và quy mô dân số là 397.570 người.

- Thành phố Thủy Nguyên

1. Thành lập thành phố Thủy Nguyên trên cơ sở toàn bộ huyện Thủy Nguyên sau khi điều chỉnh.
2. Sắp xếp, thành lập các đơn vị hành chính cấp xã thuộc thành phố Thủy Nguyên như sau:
  1. Thành lập phường Minh Đức trên cơ sở toàn bộ thị trấn Minh Đức.
  2. Thành lập phường Hoa Động trên cơ sở toàn bộ xã Hoa Động.
  3. Thành lập phường Thiên Hương trên cơ sở toàn bộ xã Thiên Hương.
  4. Thành lập phường Quảng Thanh trên cơ sở toàn bộ xã Quảng Thanh.
  5. Thành lập phường Hòa Bình trên cơ sở toàn bộ xã Hòa Bình.
  6. Thành lập phường An Lư trên cơ sở toàn bộ xã An Lư.
  7. Thành lập phường Phạm Ngũ Lão trên cơ sở toàn bộ xã Ngũ Lão.
  8. Thành lập phường Lập Lễ trên cơ sở toàn bộ xã Lập Lễ.
  9. Thành lập phường Tam Hưng trên cơ sở toàn bộ xã Tam Hưng.
  10. Thành lập phường Dương Quan trên cơ sở nhập toàn bộ xã Tân Dương và xã Dương Quan.
  11. Thành lập phường Hoàng Lâm trên cơ sở nhập toàn bộ xã Lâm Động và xã Hoàng Động.
  12. Thành lập phường Lê Hồng Phong trên cơ sở nhập toàn bộ xã Kiền Bái và xã Mỹ Đồng.
  13. Thành lập phường Trần Hưng Đạo trên cơ sở nhập toàn bộ xã Đông Sơn và xã Kênh Giang.
  14. Thành lập phường Lưu Kiếm trên cơ sở nhập toàn bộ xã Lưu Kỳ và xã Lưu Kiếm.
  15. Thành lập phường Thủy Đường trên cơ sở nhập toàn bộ thị trấn Núi Đèo, xã Thủy Sơn và xã Thủy Đường.
  16. Thành lập phường Thủy Hà trên cơ sở nhập toàn bộ xã Trung Hà và xã Thủy Triều sau khi điều chỉnh.
  17. Thành lập phường Nam Triệu Giang trên cơ sở nhập toàn bộ xã Phục Lễ và xã Phả Lễ.
  18. Thành lập xã Bạch Đằng trên cơ sở nhập toàn bộ xã Gia Minh, xã Gia Đức và xã Minh Tân.
  19. Thành lập xã Liên Xuân trên cơ sở nhập toàn bộ xã Liên Khê và xã Lại Xuân.
  20. Thành lập xã Ninh Sơn trên cơ sở nhập toàn bộ xã An Sơn, xã Kỳ Sơn và xã Phù Ninh.
  21. Thành lập xã Quang Trung trên cơ sở nhập toàn bộ xã Hợp Thành, xã Cao Nhân và xã Chính Mỹ.
3. Sau khi sắp xếp, thành phố Thủy Nguyên có 21 đơn vị hành chính cấp xã, gồm 17 phường: An Lư, Dương Quan, Hoa Động, Hòa Bình, Hoàng Lâm, Lập Lễ, Lê Hồng Phong, Lưu Kiếm, Minh Đức, Nam Triệu Giang, Phạm Ngũ Lão, Quảng Thanh, Tam Hưng, Thiên Hương, Thủy Đường, Thủy Hà, Trần Hưng Đạo và 04 xã: Bạch Đằng, Liên Xuân, Ninh Sơn, Quang Trung.

- Huyện An Dương, quận Hồng Bàng

1. Điều chỉnh toàn bộ xã Đại Bản, xã An Hồng và xã An Hưng thuộc huyện An Dương vào quận Hồng Bàng. Sau khi điều chỉnh, 
  1. Quận Hồng Bàng có diện tích tự nhiên là 39,77 km² và quy mô dân số là 177.820 người.
  2. Huyện An Dương có diện tích tự nhiên là 78,96 km² và quy mô dân số là 171.227 người.

- Quận An Dương

1. Thành lập quận An Dương trên cơ sở toàn bộ huyện An Dương sau khi điều chỉnh.
2. Sắp xếp, thành lập các phường thuộc quận An Dương như sau:
  1. Thành lập phường An Đồng trên cơ sở toàn bộ xã An Đồng.
  2. Thành lập phường An Hòa trên cơ sở toàn bộ xã An Hòa.
  3. Thành lập phường Đồng Thái trên cơ sở toàn bộ xã Đồng Thái.
  4. Thành lập phường Hồng Thái trên cơ sở toàn bộ xã Hồng Thái.
  5. Thành lập phường Hồng Phong trên cơ sở toàn bộ xã Hồng Phong.
  6. Thành lập phường Lê Thiện trên cơ sở toàn bộ xã Lê Thiện.
  7. Thành lập phường Lê Lợi trên cơ sở nhập toàn bộ thị trấn An Dương và xã Lê Lợi.
  8. Thành lập phường Nam Sơn trên cơ sở nhập một phần diện tích tự nhiên là 3,25 km2, quy mô dân số là 5.583 người của xã Bắc Sơn và toàn bộ xã Nam Sơn.
  9. Thành lập phường Tân Tiến trên cơ sở nhập toàn bộ diện tích tự nhiên là 1,40 km2, quy mô dân số là 4.023 người của xã Bắc Sơn sau khi điều chỉnh và toàn bộ xã Tân Tiến.
  10. Thành lập phường An Hải trên cơ sở nhập toàn bộ xã Đặng Cương và xã Quốc Tuấn.

- Quận Hồng Bàng

1. Thành lập phường An Hồng trên cơ sở toàn bộ xã An Hồng.
2. Thành lập phường An Hưng trên cơ sở toàn bộ xã An Hưng.
3. Thành lập phường Đại Bản trên cơ sở toàn bộ xã Đại Bản.
4. Nhập toàn bộ phường Hạ Lý và phường Trại Chuối vào phường Thượng Lý.
5. Sau khi sắp xếp:
  1. Quận An Dương có 10 phường, gồm: An Đồng, An Hải, An Hòa, Đồng Thái, Hồng Phong, Hồng Thái, Lê Lợi, Lê Thiện, Nam Sơn và Tân Tiến.
  2. Quận Hồng Bàng có 10 phường, gồm: An Hồng, An Hưng, Đại Bản, Hoàng Văn Thụ, Hùng Vương, Minh Khai, Phan Bội Châu, Quán Toan, Sở Dầu và Thượng Lý.

- Huyện Tiên Lãng

1. Thành lập xã Tân Minh trên cơ sở nhập toàn bộ xã Toàn Thắng, xã Bạch Đằng và xã Quang Phục.
2. Sau khi sắp xếp, huyện Tiên Lãng có 19 đơn vị hành chính cấp xã, gồm 18 xã và 01 thị trấn.

- Huyện Vĩnh Bảo

1. Thành lập xã Vĩnh Hòa trên cơ sở nhập toàn bộ xã Vĩnh Long, xã Hiệp Hòa và xã An Hòa.
2. Thành lập xã Vĩnh Hưng trên cơ sở nhập toàn bộ xã Nhân Hòa, xã Tam Đa và xã Vinh Quang.
3. Thành lập xã Vĩnh Hải trên cơ sở nhập toàn bộ xã Hưng Nhân, xã Thanh Lương và xã Đồng Minh.
4. Nhập toàn bộ xã Vĩnh Phong và xã Cộng Hiền vào xã Tiền Phong.
5. Nhập toàn bộ xã Cổ Am và xã Vĩnh Tiến vào xã Tam Cường.
6. Sau khi sắp xếp, huyện Vĩnh Bảo có 20 đơn vị hành chính cấp xã, gồm 19 xã và 01 thị trấn.

- Huyện Kiến Thụy

1. Thành lập xã Kiến Hưng trên cơ sở nhập toàn bộ xã Đại Hà, xã Thụy Hương và xã Ngũ Đoan.
2. Sau khi sắp xếp, huyện Kiến Thụy có 16 đơn vị hành chính cấp xã, gồm 15 xã và 01 thị trấn.

- Quận Ngô Quyền

1. Nhập toàn bộ phường Đồng Quốc Bình và phường Lê Lợi vào phường Lạch Tray.
2. Nhập toàn bộ phường Lạc Viên và phường Máy Tơ vào phường Gia Viên.
3. Sau khi sắp xếp, quận Ngô Quyền có 08 phường.

- Quận Lê Chân

1. Nhập toàn bộ phường Lam Sơn và phường Cát Dài vào phường An Biên.
2. Nhập toàn bộ phường Hồ Nam và phường Dư Hàng vào phường Trần Nguyên Hãn.
3. Nhập toàn bộ phường Trại Cau và phường Đông Hải vào phường Hàng Kênh.
4. Nhập toàn bộ phường Niệm Nghĩa và phường Nghĩa Xá vào phường An Dương.
5. Sau khi sắp xếp, quận Lê Chân có 07 phường.

- Quận Kiến An

1. Thành lập phường Bắc Hà trên cơ sở nhập toàn bộ phường Phù Liễn và phường Tràng Minh.
2. Nhập toàn bộ phường Quán Trữ và phường Lãm Hà vào phường Đồng Hòa.
3. Sau khi sắp xếp, quận Kiến An có 07 phường.
4. Thành phố Hải Phòng có 15 đơn vị hành chính cấp huyện, gồm 08 quận, 06 huyện và 01 thành phố với 167 đơn vị hành chính cấp xã, gồm 79 phường, 07 thị trấn và 81 xã.

| Danh sách các đơn vị hành chính cấp huyện tại Hải Phòng | Danh sách các đơn vị hành chính cấp huyện tại Hải Phòng | Danh sách các đơn vị hành chính cấp huyện tại Hải Phòng | Danh sách các đơn vị hành chính cấp huyện tại Hải Phòng | Danh sách các đơn vị hành chính cấp huyện tại Hải Phòng | Danh sách các đơn vị hành chính cấp huyện tại Hải Phòng |
| Mã hành chính                                           | Tên                                                     | Đơn vị trực thuộc                                       | Diện tích (km²)                                         | Dân số (người)2022                                      | Mật độ dân số (người/km²)2022                           |
| ------------------------------------------------------- | ------------------------------------------------------- | ------------------------------------------------------- | ------------------------------------------------------- | ------------------------------------------------------- | ------------------------------------------------------- |
| 8 quận                                                  |                                                         |                                                         |                                                         |                                                         |                                                         |
| 303                                                     | Quận Hồng Bàng                                          | 10 phường                                               | 39,77                                                   | 171.470                                                 | 4.312                                                   |
| 304                                                     | Quận Ngô Quyền                                          | 8 phường                                                | 11,33                                                   | 186.683                                                 | 16.477                                                  |
| 305                                                     | Quận Lê Chân                                            | 7 phường                                                | 11,90                                                   | 261.854                                                 | 22.005                                                  |
| 306                                                     | Quận Hải An                                             | 8 phường                                                | 97,64                                                   | 138.869                                                 | 1.422                                                   |
| 307                                                     | Quận Kiến An                                            | 7 phường                                                | 29,63                                                   | 113.076                                                 | 3.816                                                   |
| 308                                                     | Quận Đồ Sơn                                             | 6 phường                                                | 46,32                                                   | 54.175                                                  | 1.170                                                   |
| 309                                                     | Quận Dương Kinh                                         | 6 phường                                                | 46,78                                                   | 61.645                                                  | 1.318                                                   |
| 312                                                     | Quận An Dương                                           | 10 phường                                               | 78,96                                                   | 167.134                                                 | 2.117                                                   |
|                                                         | Tổng các Quận                                           | 62 phường                                               | 362,33                                                  | 1.154.906                                               | 3.187                                                   |
| 1 thành phố                                             |                                                         |                                                         |                                                         |                                                         |                                                         |
| 311                                                     | Thành phố Thủy Nguyên                                   | 17 phường, 4 xã                                         | 269,10                                                  | 382.103                                                 | 1.420                                                   |
|                                                         | Tổng các Thành phố                                      | 17 phường, 4 xã                                         | 269,10                                                  | 382.103                                                 | 1.420                                                   |
| 6 huyện                                                 |                                                         |                                                         |                                                         |                                                         |                                                         |
| 313                                                     | Huyện An Lão                                            | 2 thị trấn, 15 xã                                       | 117,72                                                  | 164.839                                                 | 1.400                                                   |
| 314                                                     | Huyện Kiến Thụy                                         | 1 thị trấn, 15 xã                                       | 108,87                                                  | 160.239                                                 | 1.472                                                   |
| 315                                                     | Huyện Tiên Lãng                                         | 1 thị trấn, 18 xã                                       | 195,00                                                  | 185.619                                                 | 952                                                     |
| 316                                                     | Huyện Vĩnh Bảo                                          | 1 thị trấn, 19 xã                                       | 183,16                                                  | 224.813                                                 | 1.227                                                   |
| 317                                                     | Huyện Cát Hải                                           | 2 thị trấn, 10 xã                                       | 286,98                                                  | 37.142                                                  | 129                                                     |
| 318                                                     | Huyện Bạch Long Vỹ                                      |                                                         | 3,16                                                    | 619                                                     | 196                                                     |
|                                                         | Tổng các Huyện                                          | 7 thị trấn, 77 xã                                       | 894,89                                                  | 773.271                                                 | 864                                                     |
|                                                         | Toàn thành phố                                          | 79 phường, 7 thị trấn, 81 xã                            | 1.526,32                                                | 2.310.280                                               | 1.514                                                   |

| Danh sách các đơn vị hành chính cấp xã tại Hải Phòng | Danh sách các đơn vị hành chính cấp xã tại Hải Phòng | Danh sách các đơn vị hành chính cấp xã tại Hải Phòng | Danh sách các đơn vị hành chính cấp xã tại Hải Phòng | Danh sách các đơn vị hành chính cấp xã tại Hải Phòng | Danh sách các đơn vị hành chính cấp xã tại Hải Phòng | Danh sách các đơn vị hành chính cấp xã tại Hải Phòng | Danh sách các đơn vị hành chính cấp xã tại Hải Phòng |
| Tên                                                  | Diện tích (km²)                                      | Dân số (người) 2022                                  | Mật độ dân số (người/km²) 2022                       | Tên                                                  | Diện tích (km²)                                      | Dân số (người) 2022                                  | Mật độ dân số (người/km²) 2022                       |
| ---------------------------------------------------- | ---------------------------------------------------- | ---------------------------------------------------- | ---------------------------------------------------- | ---------------------------------------------------- | ---------------------------------------------------- | ---------------------------------------------------- | ---------------------------------------------------- |
| Quận Hồng Bàng                                       | Quận Hồng Bàng                                       | Quận Hồng Bàng                                       | Quận Hồng Bàng                                       | Huyện An Lão                                         | Huyện An Lão                                         | Huyện An Lão                                         | Huyện An Lão                                         |
| Phường An Hồng                                       | 8,31                                                 | 15.252                                               | 1.835                                                | Thị trấn An Lão                                      | 1,68                                                 | 5.499                                                | 3.273                                                |
| Phường An Hưng                                       | 5,48                                                 | 15.169                                               | 2.768                                                | Thị trấn Trường Sơn                                  | 4,05                                                 | 9.548                                                | 2.358                                                |
| Phường Đại Bản                                       | 11,56                                                | 19.580                                               | 1.694                                                | Xã An Thái                                           | 5,81                                                 | 10.205                                               | 1.756                                                |
| Phường Hoàng Văn Thụ                                 | 0,45                                                 | 13.327                                               | 29.616                                               | Xã An Thắng                                          | 5,61                                                 | 9.139                                                | 1.629                                                |
| Phường Hùng Vương                                    | 4,32                                                 | 14.667                                               | 3.395                                                | Xã An Thọ                                            | 5,69                                                 | 7.086                                                | 1.245                                                |
| Phường Minh Khai                                     | 0,62                                                 | 7.762                                                | 12.519                                               | Xã An Tiến                                           | 6,64                                                 | 9.885                                                | 1.489                                                |
| Phường Phan Bội Châu                                 | 0,29                                                 | 9.968                                                | 34.372                                               | Xã Bát Trang                                         | 12,19                                                | 12.164                                               | 998                                                  |
| Phường Quán Toan                                     | 2,44                                                 | 11.597                                               | 4.753                                                | Xã Chiến Thắng                                       | 8,83                                                 | 7.736                                                | 876                                                  |
| Phường Sở Dầu                                        | 3,30                                                 | 17.414                                               | 5.277                                                | Xã Mỹ Đức                                            | 9,39                                                 | 14.207                                               | 1.513                                                |
| Phường Thượng Lý                                     | 2,98                                                 | 46.734                                               | 15.683                                               | Xã Quang Hưng                                        | 6,65                                                 | 7.168                                                | 1.078                                                |
| Quận Ngô Quyền                                       | Quận Ngô Quyền                                       | Quận Ngô Quyền                                       | Quận Ngô Quyền                                       | Xã Quang Trung                                       | 6,77                                                 | 10.203                                               | 1.507                                                |
| Phường Cầu Đất                                       | 0,43                                                 | 15.016                                               | 34.921                                               | Xã Quốc Tuấn                                         | 7,98                                                 | 11.517                                               | 1.443                                                |
| Phường Cầu Tre                                       | 0,45                                                 | 18.312                                               | 40.693                                               | Xã Tân Dân                                           | 6,02                                                 | 8.604                                                | 1.429                                                |
| Phường Đằng Giang                                    | 1,90                                                 | 22.025                                               | 11.592                                               | Xã Tân Viên                                          | 8,49                                                 | 9.373                                                | 1.104                                                |
| Phường Đông Khê                                      | 1,73                                                 | 19.039                                               | 11.005                                               | Xã Thái Sơn                                          | 8,67                                                 | 14.023                                               | 1.617                                                |
| Phường Gia Viên                                      | 2,09                                                 | 37.854                                               | 18.112                                               | Xã Trường Thành                                      | 5,16                                                 | 7.378                                                | 1.430                                                |
| Phường Lạch Tray                                     | 1,16                                                 | 32.238                                               | 27.791                                               | Xã Trường Thọ                                        | 8,19                                                 | 11.104                                               | 1.356                                                |
| Phường Máy Chai                                      | 2,40                                                 | 21.340                                               | 8.892                                                | Huyện Kiến Thụy                                      | Huyện Kiến Thụy                                      | Huyện Kiến Thụy                                      | Huyện Kiến Thụy                                      |
| Phường Vạn Mỹ                                        | 1,13                                                 | 20.859                                               | 18.459                                               | Thị trấn Núi Đối                                     | 1,44                                                 | 4.636                                                | 3.219                                                |
| Quận Lê Chân                                         | Quận Lê Chân                                         | Quận Lê Chân                                         | Quận Lê Chân                                         | Xã Du Lễ                                             | 3,15                                                 | 5.900                                                | 1.873                                                |
| Phường An Biên                                       | 1,13                                                 | 41.134                                               | 36.402                                               | Xã Đại Đồng                                          | 5,54                                                 | 8.054                                                | 1.454                                                |
| Phường An Dương                                      | 1,31                                                 | 52.059                                               | 39.740                                               | Xã Đại Hợp                                           | 10,98                                                | 12.394                                               | 1.129                                                |
| Phường Dư Hàng Kênh                                  | 1,32                                                 | 30.706                                               | 23.262                                               | Xã Đoàn Xá                                           | 8,28                                                 | 10.812                                               | 1.306                                                |
| Phường Hàng Kênh                                     | 1,10                                                 | 47.388                                               | 43.080                                               | Xã Đông Phương                                       | 4,60                                                 | 8.180                                                | 1.778                                                |
| Phường Kênh Dương                                    | 1,42                                                 | 12.212                                               | 8.600                                                | Xã Hữu Bằng                                          | 6,67                                                 | 10.263                                               | 1.539                                                |
| Phường Trần Nguyên Hãn                               | 0,90                                                 | 46.431                                               | 51.590                                               | Xã Kiến Hưng                                         | 13,74                                                | 23.636                                               | 1.720                                                |
| Phường Vĩnh Niệm                                     | 4,74                                                 | 31.924                                               | 6.735                                                | Xã Kiến Quốc                                         | 8,23                                                 | 11.407                                               | 1.386                                                |
| Quận Hải An                                          | Quận Hải An                                          | Quận Hải An                                          | Quận Hải An                                          | Xã Minh Tân                                          | 6,18                                                 | 9.431                                                | 1.526                                                |
| Phường Cát Bi                                        | 0,71                                                 | 17.250                                               | 24.296                                               | Xã Ngũ Phúc                                          | 8,10                                                 | 8.030                                                | 991                                                  |
| Phường Đằng Hải                                      | 3,12                                                 | 23.384                                               | 7.495                                                | Xã Tân Phong                                         | 6,92                                                 | 7.966                                                | 1.151                                                |
| Phường Đằng Lâm                                      | 2,12                                                 | 26.266                                               | 12.390                                               | Xã Tân Trào                                          | 9,27                                                 | 10.116                                               | 1.091                                                |
| Phường Đông Hải 1                                    | 2,62                                                 | 22.590                                               | 8.622                                                | Xã Thanh Sơn                                         | 3,65                                                 | 6.996                                                | 1.917                                                |
| Phường Đông Hải 2                                    | 52,93                                                | 12.377                                               | 234                                                  | Xã Thuận Thiên                                       | 5,28                                                 | 9.386                                                | 1.778                                                |
| Phường Nam Hải                                       | 5,04                                                 | 11.215                                               | 2.225                                                | Xã Tú Sơn                                            | 6,84                                                 | 13.032                                               | 1.905                                                |
| Phường Thành Tô                                      | 3,27                                                 | 13.471                                               | 4.120                                                | Huyện Tiên Lãng                                      | Huyện Tiên Lãng                                      | Huyện Tiên Lãng                                      | Huyện Tiên Lãng                                      |
| Phường Tràng Cát                                     | 27,81                                                | 12.316                                               | 443                                                  | Thị trấn Tiên Lãng                                   | 7,12                                                 | 17.334                                               | 2.435                                                |
| Quận Kiến An                                         | Quận Kiến An                                         | Quận Kiến An                                         | Quận Kiến An                                         | Xã Bắc Hưng                                          | 4,93                                                 | 7.232                                                | 1.467                                                |
| Phường Bắc Hà                                        | 7,38                                                 | 19.706                                               | 2.670                                                | Xã Cấp Tiến                                          | 7,42                                                 | 7.767                                                | 1.047                                                |
| Phường Bắc Sơn                                       | 2,28                                                 | 11.805                                               | 5.178                                                | Xã Đại Thắng                                         | 8,59                                                 | 6.855                                                | 798                                                  |
| Phường Đồng Hòa                                      | 6,88                                                 | 32.935                                               | 4.787                                                | Xã Đoàn Lập                                          | 8,58                                                 | 9.161                                                | 1.068                                                |
| Phường Nam Sơn                                       | 3,74                                                 | 11.241                                               | 3.006                                                | Xã Đông Hưng                                         | 14,02                                                | 8.342                                                | 595                                                  |
| Phường Ngọc Sơn                                      | 3,48                                                 | 8.342                                                | 2.397                                                | Xã Hùng Thắng                                        | 13,23                                                | 12.129                                               | 917                                                  |
| Phường Trần Thành Ngọ                                | 1,24                                                 | 12.631                                               | 10.186                                               | Xã Khởi Nghĩa                                        | 5,45                                                 | 6.959                                                | 1.277                                                |
| Phường Văn Đẩu                                       | 4,63                                                 | 16.416                                               | 3.546                                                | Xã Kiến Thiết                                        | 12,20                                                | 12.540                                               | 1.028                                                |
| Quận Đồ Sơn                                          | Quận Đồ Sơn                                          | Quận Đồ Sơn                                          | Quận Đồ Sơn                                          | Xã Nam Hưng                                          | 4,80                                                 | 5.698                                                | 1.187                                                |
| Phường Bàng La                                       | 9,68                                                 | 10.464                                               | 1.081                                                | Xã Quyết Tiến                                        | 9,01                                                 | 8.666                                                | 962                                                  |
| Phường Hải Sơn                                       | 5,72                                                 | 16.161                                               | 2.825                                                | Xã Tân Minh                                          | 20,08                                                | 24.172                                               | 1.204                                                |
| Phường Hợp Đức                                       | 5,63                                                 | 9.170                                                | 1.629                                                | Xã Tây Hưng                                          | 8,17                                                 | 4.582                                                | 561                                                  |
| Phường Minh Đức                                      | 5,36                                                 | 7.384                                                | 1.378                                                | Xã Tiên Cường                                        | 5,65                                                 | 7.105                                                | 1.258                                                |
| Phường Ngọc Xuyên                                    | 11,96                                                | 6.722                                                | 562                                                  | Xã Tiên Minh                                         | 11,00                                                | 9.913                                                | 901                                                  |
| Phường Vạn Hương                                     | 7,97                                                 | 4.274                                                | 536                                                  | Xã Tiên Thanh                                        | 6,30                                                 | 6.624                                                | 1.051                                                |
| Quận Dương Kinh                                      | Quận Dương Kinh                                      | Quận Dương Kinh                                      | Quận Dương Kinh                                      | Xã Tiên Thắng                                        | 10,18                                                | 8.880                                                | 872                                                  |
| Phường Anh Dũng                                      | 7,11                                                 | 9.376                                                | 1.319                                                | Xã Tự Cường                                          | 7,91                                                 | 7.505                                                | 949                                                  |
| Phường Đa Phúc                                       | 5,99                                                 | 11.676                                               | 1.949                                                | Xã Vinh Quang                                        | 30,36                                                | 14.155                                               | 466                                                  |
| Phường Hải Thành                                     | 5,29                                                 | 6.611                                                | 1.250                                                | Huyện Vĩnh Bảo                                       | Huyện Vĩnh Bảo                                       | Huyện Vĩnh Bảo                                       | Huyện Vĩnh Bảo                                       |
| Phường Hòa Nghĩa                                     | 11,26                                                | 14.953                                               | 1.328                                                | Thị trấn Vĩnh Bảo                                    | 3,03                                                 | 10.165                                               | 3.355                                                |
| Phường Hưng Đạo                                      | 6,51                                                 | 13.723                                               | 2.108                                                | Xã Cao Minh                                          | 7,62                                                 | 9.414                                                | 1.235                                                |
| Phường Tân Thành                                     | 10,62                                                | 5.306                                                | 500                                                  | Xã Dũng Tiến                                         | 8,31                                                 | 10.138                                               | 1.220                                                |
| Quận An Dương                                        | Quận An Dương                                        | Quận An Dương                                        | Quận An Dương                                        | Xã Giang Biên                                        | 7,99                                                 | 9.437                                                | 1.181                                                |
| Phường An Đồng                                       | 6,93                                                 | 23.581                                               | 3.403                                                | Xã Hòa Bình                                          | 9,42                                                 | 9.375                                                | 995                                                  |
| Phường An Hải                                        | 12,16                                                | 17.815                                               | 1.465                                                | Xã Hùng Tiến                                         | 5,68                                                 | 8.134                                                | 1.432                                                |
| Phường An Hòa                                        | 9,41                                                 | 15.096                                               | 1.604                                                | Xã Liên Am                                           | 6,61                                                 | 6.826                                                | 1.033                                                |
| Phường Đồng Thái                                     | 5,60                                                 | 15.020                                               | 2.682                                                | Xã Lý Học                                            | 5,10                                                 | 6.242                                                | 1.224                                                |
| Phường Hồng Phong                                    | 9,58                                                 | 15.180                                               | 1.585                                                | Xã Tam Cường                                         | 13,10                                                | 18.580                                               | 1.418                                                |
| Phường Hồng Thái                                     | 7,09                                                 | 15.129                                               | 2.134                                                | Xã Tân Hưng                                          | 7,04                                                 | 7.556                                                | 1.073                                                |
| Phường Lê Lợi                                        | 7,61                                                 | 17.810                                               | 2.340                                                | Xã Tân Liên                                          | 4,74                                                 | 6.659                                                | 1.405                                                |
| Phường Lê Thiện                                      | 7,07                                                 | 15.162                                               | 2.145                                                | Xã Thắng Thủy                                        | 7,84                                                 | 8.367                                                | 1.067                                                |
| Phường Nam Sơn                                       | 7,39                                                 | 17.374                                               | 2.351                                                | Xã Tiền Phong                                        | 16,53                                                | 19.374                                               | 1.172                                                |
| Phường Tân Tiến                                      | 6,12                                                 | 15.838                                               | 2.588                                                | Xã Trấn Dương                                        | 11,85                                                | 8.850                                                | 747                                                  |
| Thành phố Thủy Nguyên                                | Thành phố Thủy Nguyên                                | Thành phố Thủy Nguyên                                | Thành phố Thủy Nguyên                                | Xã Trung Lập                                         | 7,14                                                 | 8.300                                                | 1.162                                                |
| Phường An Lư                                         | 7,24                                                 | 17.322                                               | 2.393                                                | Xã Việt Tiến                                         | 6,52                                                 | 9.659                                                | 1.481                                                |
| Phường Dương Quan                                    | 12,22                                                | 22.487                                               | 1.840                                                | Xã Vĩnh An                                           | 7,20                                                 | 8.924                                                | 1.239                                                |
| Phường Hoa Động                                      | 6,02                                                 | 13.102                                               | 2.176                                                | Xã Vĩnh Hải                                          | 15,68                                                | 17.623                                               | 1.124                                                |
| Phường Hòa Bình                                      | 7,11                                                 | 14.577                                               | 2.050                                                | Xã Vĩnh Hòa                                          | 15,99                                                | 20.292                                               | 1.269                                                |
| Phường Hoàng Lâm                                     | 9,88                                                 | 16.165                                               | 1.636                                                | Xã Vĩnh Hưng                                         | 15,77                                                | 20.898                                               | 1.325                                                |
| Phường Lập Lễ                                        | 11,92                                                | 14.623                                               | 1.227                                                | Huyện Cát Hải                                        | Huyện Cát Hải                                        | Huyện Cát Hải                                        | Huyện Cát Hải                                        |
| Phường Lê Hồng Phong                                 | 7,99                                                 | 21.258                                               | 2.661                                                | Thị trấn Cát Bà                                      | 33,52                                                | 11.500                                               | 343                                                  |
| Phường Lưu Kiếm                                      | 14,96                                                | 16.454                                               | 1.100                                                | Thị trấn Cát Hải                                     | 7,37                                                 | 7.900                                                | 1.072                                                |
| Phường Minh Đức                                      | 16,12                                                | 13.539                                               | 840                                                  | Xã Đồng Bài                                          | 9,17                                                 | 1.690                                                | 184                                                  |
| Phường Nam Triệu Giang                               | 10,37                                                | 16.714                                               | 1.612                                                | Xã Gia Luận                                          | 54,10                                                | 734                                                  | 14                                                   |
| Phường Phạm Ngũ Lão                                  | 6,44                                                 | 14.306                                               | 2.221                                                | Xã Hiền Hào                                          | 8,74                                                 | 393                                                  | 45                                                   |
| Phường Quảng Thanh                                   | 5,72                                                 | 11.110                                               | 1.942                                                | Xã Hoàng Châu                                        | 1,03                                                 | 2.154                                                | 2.091                                                |
| Phường Tam Hưng                                      | 7,22                                                 | 8.200                                                | 1.136                                                | Xã Nghĩa Lộ                                          | 8,49                                                 | 3.421                                                | 403                                                  |
| Phường Thiên Hương                                   | 5,76                                                 | 12.618                                               | 2.191                                                | Xã Phù Long                                          | 42,91                                                | 2.409                                                | 56                                                   |
| Phường Thủy Đường                                    | 9,87                                                 | 37.631                                               | 3.813                                                | Xã Trân Châu                                         | 42,41                                                | 2.163                                                | 51                                                   |
| Phường Thủy Hà                                       | 23,10                                                | 21,969                                               | 951                                                  | Xã Văn Phong                                         | 3,65                                                 | 3.254                                                | 892                                                  |
| Phường Trần Hưng Đạo                                 | 11,99                                                | 19.311                                               | 1.611                                                | Xã Việt Hải                                          | 64,85                                                | 327                                                  | 5                                                    |
| Xã Bạch Đằng                                         | 30,93                                                | 23.584                                               | 762                                                  | Xã Xuân Đám                                          | 10,73                                                | 1.197                                                | 112                                                  |
| Xã Liên Xuân                                         | 26,48                                                | 24.530                                               | 926                                                  |                                                      |                                                      |                                                      |                                                      |
| Xã Ninh Sơn                                          | 19,44                                                | 25.616                                               | 1.318                                                |                                                      |                                                      |                                                      |                                                      |
| Xã Quang Trung                                       | 18,32                                                | 32.474                                               | 1.773                                                |                                                      |                                                      |                                                      |                                                      |

## Giai đoạn 2025 - nay

### Năm 2025: Nghị quyết số 202/2025/QH15
- Ngày 12 tháng 6 năm 2025, Quốc hội ban hành Nghị quyết số 202/2025/QH15[33] về việc sắp xếp đơn vị hành chính cấp tỉnh (nghị quyết có hiệu lực từ ngày 12 tháng 6 năm 2025). Theo đó, sáp nhập tỉnh Hải Dương vào thành phố Hải Phòng. Sau khi sắp xếp, thành phố Hải Phòng có 3.194,72 km² diện tích tự nhiên và quy mô dân số là 4.664.124 người.

### Năm 2025: Nghị quyết số 203/2025/QH15
- Ngày 16 tháng 6 năm 2025, Quốc hội ban hành Nghị quyết số 203/2025/QH15[61] về việc sửa đổi, bổ sung một số điều của Hiến pháp nước Cộng hòa Xã hội chủ nghĩa Việt Nam, quy định kết thúc hoạt động của toàn bộ các đơn vị hành chính cấp huyện từ ngày 01/07/2025. Toàn bộ các đơn vị hành chính cấp huyện tại thành phố Hải Phòng được giải thể.

### Năm 2025: Nghị quyết số 1669/NQ-UBTVQH15
- Nghị quyết số 1669/NQ-UBTVQH15[62] ngày 16 tháng 6 năm 2025 của Ủy ban Thường vụ Quốc hội về việc sắp xếp các đơn vị hành chính cấp xã của thành phố Hải Phòng năm 2025:
- Thành phố Hải Phòng
  1. Thành lập phường Thủy Nguyên trên cơ sở toàn bộ phường Dương Quan, phường Thủy Đường và một phần phường Hoa Động, phường An Lư, phường Thủy Hà thuộc thành phố Thủy Nguyên.
  2. Thành lập phường Thiên Hương trên cơ sở toàn bộ phường Thiên Hương, phường Hoàng Lâm, một phần phường Lê Hồng Phong và phần còn lại phường Hoa Động thuộc thành phố Thủy Nguyên.
  3. Thành lập phường Hòa Bình trên cơ sở toàn bộ phường Hoà Bình và phần còn lại phường An Lư, phường Thủy Hà thuộc thành phố Thủy Nguyên.
  4. Thành lập phường Nam Triệu trên cơ sở toàn bộ phường Nam Triệu Giang, phường Lập Lễ và phường Tam Hưng thuộc thành phố Thủy Nguyên.
  5. Thành lập phường Bạch Đằng trên cơ sở toàn bộ phường Minh Đức, phường Phạm Ngũ Lão và xã Bạch Đằng thuộc thành phố Thủy Nguyên.
  6. Thành lập phường Lưu Kiếm trên cơ sở toàn bộ phường Lưu Kiếm, phường Trần Hưng Đạo và một phần xã Quang Trung, xã Liên Xuân thuộc thành phố Thủy Nguyên.
  7. Thành lập phường Lê Ích Mộc trên cơ sở toàn bộ phường Quảng Thanh và phần còn lại phường Lê Hồng Phong, xã Quang Trung thuộc thành phố Thủy Nguyên.
  8. Thành lập phường Hồng Bàng trên cơ sở toàn bộ phường Hoàng Văn Thụ, phường Minh Khai, phường Phan Bội Châu, phường Thượng Lý, phường Sở Dầu, phường Hùng Vương thuộc quận Hồng Bàng và một phần phường Gia Viên thuộc quận Ngô Quyền.
  9. Thành lập phường Hồng An trên cơ sở toàn bộ phường Quán Toan, phường An Hồng, một phần phường An Hưng, phường Đại Bản thuộc quận Hồng Bàng và một phần phường Lê Thiện, phường Tân Tiến thuộc quận An Dương.
  10. Thành lập phường Ngô Quyền trên cơ sở toàn bộ phường Máy Chai, phường Vạn Mỹ, phường Cầu Tre và một phần phường Gia Viên, phường Đông Khê thuộc quận Ngô Quyền.
  11. Thành lập phường Gia Viên trên cơ sở toàn bộ phường Đằng Giang, một phần phường Cầu Đất, phường Lạch Tray và phần còn lại phường Gia Viên, phường Đông Khê thuộc quận Ngô Quyền.
  12. Thành lập phường Lê Chân trên cơ sở toàn bộ phường Hàng Kênh, phường Dư Hàng Kênh, phường Kênh Dương, một phần phường An Biên, phường Trần Nguyên Hãn, phường Vĩnh Niệm thuộc quận Lê Chân và phần còn lại phường Cầu Đất, phường Lạch Tray thuộc quận Ngô Quyền.
  13. Thành lập phường An Biên trên cơ sở toàn bộ phường An Dương và phần còn lại phường An Biên, phường Trần Nguyễn Hãn, phường Vĩnh Niệm thuộc quận Lê Chân.
  14. Thành lập phường Hải An trên cơ sở toàn bộ phường Cát Bi, phường Thành Tô, phường Đằng Lâm, phường Đằng Hải, phường Tràng Cát và một phần phường Nam Hải, phường Đông Hải 2 thuộc quận Hải An.
  15. Thành lập phường Đông Hải trên cơ sở toàn bộ phường Đông Hải 1 và phần còn lại phường Nam Hải, phường Đông Hải 2 thuộc quận Hải An.
  16. Thành lập phường Kiến An trên cơ sở một phần phường Nam Sơn, phường Đồng Hòa, phường Bắc Sơn, phường Trần Thành Ngọ, phường Văn Đẩu thuộc quận Kiến An.
  17. Thành lập phường Phù Liễn trên cơ sở toàn bộ phường Bắc Hà, phường Ngọc Sơn, phần còn lại phường phường Nam Sơn, phường Đồng Hòa, phường Bắc Sơn, phường Trần Thành Ngọ, phường Văn Đẩu thuộc quận Kiến An và một phần thị trấn Trường Sơn thuộc huyện An Lão.
  18. Thành lập phường Nam Đồ Sơn trên cơ sở toàn bộ phường Minh Đức, phường Hợp Đức, phường Bàng La và một phần phường Vạn Hương, phường Ngọc Xuyên thuộc quận Đồ Sơn.
  19. Thành lập phường Đồ Sơn trên cơ sở toàn bộ phường Hải Sơn, phần còn lại phường Vạn Hương, phường Ngọc Xuyên thuộc quận Đồ Sơn và một phần phường Tân Thành thuộc quận Dương Kinh.
  20. Thành lập phường Hưng Đạo trên cơ sở toàn bộ phường Hưng Đạo, phường Đa Phúc và một phần phường Anh Dũng, phường Hải Thành thuộc quận Dương Kinh.
  21. Thành lập phường Dương Kinh trên cơ sở toàn bộ phường Hòa Nghĩa và phần còn lại phường Anh Dũng, phường Hải Thành, phường Tân Thành thuộc quận Dương Kinh.
  22. Thành lập phường An Dương trên cơ sở toàn bộ phường Nam Sơn, một phần phường An Hải, phường Lê Lợi, phường Đồng Thái, phường Tân Tiến thuộc quận An Dương và phần còn lại phường An Hưng thuộc quận Hồng Bàng.
  23. Thành lập phường An Hải trên cơ sở toàn bộ phường An Đồng, phường Hồng Thái, một phần phường Lê Lợi và phần còn lại phường An Hải, phường Đồng Thái thuộc quận An Dương.
  24. Thành lập phường An Phong trên cơ sở toàn bộ phường An Hòa, phường Hồng Phong, phần còn lại phường Lê Thiện, phường Tân Tiến, phường Lê Lợi thuộc quận An Dương và phần còn lại phường Đại Bản thuộc quận Hồng Bàng.
  25. Thành lập phường Hải Dương trên cơ sở toàn bộ phường Trần Hưng Đạo, phường Nhị Châu, phường Ngọc Châu và phường Quang Trung thuộc thành phố Hải Dương.
  26. Thành lập phường Lê Thanh Nghị trên cơ sở toàn bộ phường Tân Bình, phường Thanh Bình, phường Lê Thanh Nghị và một phần phường Trần Phú thuộc thành phố Hải Dương.
  27. Thành lập phường Việt Hòa trên cơ sở toàn bộ phường Việt Hòa, một phần phường Tứ Minh thuộc thành phố Hải Dương và toàn bộ xã Cao An, một phần thị trấn Lai Cách thuộc huyện Cẩm Giàng.
  28. Thành lập phường Thành Đông trên cơ sở toàn bộ phường Cẩm Thượng, phường Bình Hàn, phường Nguyễn Trãi và xã An Thượng thuộc thành phố Hải Dương.
  29. Thành lập phường Nam Đồng trên cơ sở toàn bộ phường Nam Đồng và xã Tiền Tiến thuộc thành phố Hải Dương.
  30. Thành lập phường Tân Hưng trên cơ sở toàn bộ phường Hải Tân, phường Tân Hưng, xã Ngọc Sơn và phần còn lại phường Trần Phú thuộc thành phố Hải Dương.
  31. Thành lập phường Thạch Khôi trên cơ sở toàn bộ phường Thạch Khôi, xã Gia Xuyên, xã Liên Hồng thuộc thành phố Hải Dương và một phần xã Thống Nhất thuộc huyện Gia Lộc.
  32. Thành lập phường Tứ Minh trên cơ sở phần còn lại phường Tứ Minh thuộc thành phố Hải Dương và toàn bộ xã Cẩm Đoài, phần còn lại thị trấn Lai Cách thuộc huyện Cẩm Giàng.
  33. Thành lập phường Ái Quốc trên cơ sở toàn bộ phường Ái Quốc, xã Quyết Thắng thuộc thành phố Hải Dương và một phần xã Hồng Lạc thuộc huyện Thanh Hà.
  34. Thành lập phường Chu Văn An trên cơ sở toàn bộ phường Sao Đỏ, phường Văn An, phường Chí Minh, phường Thái Học và một phần phường Cộng Hòa, phường Văn Đức thuộc thành phố Chí Linh.
  35. Thành lập phường Chí Linh trên cơ sở toàn bộ phường Phả Lại, phường Cổ Thành và xã Nhân Huệ thuộc thành phố Chí Linh.
  36. Thành lập phường Trần Hưng Đạo trên cơ sở phần còn lại của phường Cộng Hòa và toàn bộ xã Hưng Đạo, xã Lê Lợi thuộc thành phố Chí Linh.
  37. Thành lập phường Nguyễn Trãi trên cơ sở toàn bộ phường Bến Tắm, xã Bắc An và xã Hoàng Hoa Thám thuộc thành phố Chí Linh.
  38. Thành lập phường Trần Nhân Tông trên cơ sở toàn bộ phường Hoàng Tân, phường Hoàng Tiến và một phần phường Văn Đức thuộc thành phố Chí Linh.
  39. Thành lập phường Lê Đại Hành trên cơ sở toàn bộ phường Tân Dân, phường An Lạc và phường Đồng Lạc thuộc thành phố Chí Linh.
  40. Thành lập phường Kinh Môn trên cơ sở toàn bộ phường An Lưu, phường Hiệp An và phường Long Xuyên thuộc thị xã Kinh Môn.
  41. Thành lập phường Nguyễn Đại Năng trên cơ sở toàn bộ phường Thái Thịnh, phường Hiến Thành và xã Minh Hòa thuộc thị xã Kinh Môn.
  42. Thành lập phường Trần Liễu trên cơ sở toàn bộ phường An Phụ, xã Hiệp Hòa và một phần xã Thượng Quận thuộc thị xã Kinh Môn.
  43. Thành lập phường Bắc An Phụ trên cơ sở toàn bộ phường Thất Hùng, xã Bạch Đằng, xã Lê Ninh thuộc thị xã Kinh Môn và phần còn lại phường Văn Đức thuộc thành phố Chí Linh.
  44. Thành lập phường Phạm Sư Mạnh trên cơ sở toàn bộ phường Phạm Thái, phường An Sinh và phường Hiệp Sơn thuộc thị xã Kinh Môn.
  45. Thành lập phường Nhị Chiểu trên cơ sở toàn bộ phường Tân Dân, phường Minh Tân, phường Duy Tân và phường Phú Thứ thuộc thị xã Kinh Môn.
  46. Thành lập xã An Hưng trên cơ sở toàn bộ xã An Thái, xã An Thọ và xã Chiến Thắng thuộc huyện An Lão.
  47. Thành lập xã An Khánh trên cơ sở toàn bộ xã Tân Viên, xã Mỹ Đức và một phần xã Thái Sơn thuộc huyện An Lão.
  48. Thành lập xã An Quang trên cơ sở toàn bộ xã Quốc Tuấn, xã Quang Trung và xã Quang Hưng thuộc huyện An Lão.
  49. Thành lập xã An Trường trên cơ sở toàn bộ xã Bát Trang, xã Trường Thọ và xã Trường Thành thuộc huyện An Lão.
  50. Thành lập xã An Lão trên cơ sở toàn bộ thị trấn An Lão, xã An Thắng, xã An Tiến, xã Tân Dân và phần còn lại thị trấn Trường Sơn, xã Thái Sơn thuộc huyện An Lão.
  51. Thành lập xã Kiến Thụy trên cơ sở toàn bộ thị trấn Núi Đối, xã Thanh Sơn, xã Thuận Thiên, xã Hữu Bằng và một phần xã Kiến Hưng thuộc huyện Kiến Thụy.
  52. Thành lập xã Kiến Minh trên cơ sở toàn bộ xã Minh Tân, xã Đại Đồng và xã Đông Phương thuộc huyện Kiến Thụy.
  53. Thành lập xã Kiến Hải trên cơ sở toàn bộ xã Tân Phong, xã Đại Hợp, xã Tú Sơn và một phần xã Đoàn Xá thuộc huyện Kiến Thụy.
  54. Thành lập xã Kiến Hưng trên cơ sở toàn bộ xã Tân Trào và phần còn lại xã Kiến Hưng, xã Đoàn Xá thuộc huyện Kiến Thụy.
  55. Thành lập xã Nghi Dương trên cơ sở toàn bộ xã Ngũ Phúc, xã Kiến Quốc và xã Du Lễ thuộc huyện Kiến Thụy.
  56. Thành lập xã Quyết Thắng trên cơ sở toàn bộ xã Đại Thắng, xã Tiên Cường và xã Tự Cường thuộc huyện Tiên Lãng.
  57. Thành lập xã Tiên Lãng trên cơ sở toàn bộ thị trấn Tiên Lãng, xã Quyết Tiến, xã Tiên Thanh và xã Khởi Nghĩa thuộc huyện Tiên Lãng.
  58. Thành lập xã Tân Minh trên cơ sở toàn bộ xã Cấp Tiến, xã Kiến Thiết, xã Đoàn Lập và một phần xã Tân Minh thuộc huyện Tiên Lãng.
  59. Thành lập xã Tiên Minh trên cơ sở toàn bộ xã Tiên Thắng, xã Tiên Minh và phần còn lại xã Tân Minh thuộc huyện Tiên Lãng.
  60. Thành lập xã Chấn Hưng trên cơ sở toàn bộ xã Nam Hưng, xã Bắc Hưng, xã Đông Hưng và xã Tây Hưng thuộc huyện Tiên Lãng.
  61. Thành lập xã Hùng Thắng trên cơ sở toàn bộ xã Hùng Thắng và xã Vinh Quang thuộc huyện Tiên Lãng.
  62. Thành lập xã Vĩnh Bảo trên cơ sở toàn bộ thị trấn Vĩnh Bảo, xã Vĩnh Hưng, xã Tân Hưng và xã Tân Liên thuộc huyện Vĩnh Bảo.
  63. Thành lập xã Nguyễn Bỉnh Khiêm trên cơ sở toàn bộ xã Trấn Dương, xã Hòa Bình và xã Lý Học thuộc huyện Vĩnh Bảo.
  64. Thành lập xã Vĩnh Am trên cơ sở toàn bộ xã Tam Cường, xã Cao Minh và xã Liên Am thuộc huyện Vĩnh Bảo.
  65. Thành lập xã Vĩnh Hải trên cơ sở toàn bộ xã Vĩnh Hải và xã Tiền Phong thuộc huyện Vĩnh Bảo.
  66. Thành lập xã Vĩnh Hòa trên cơ sở toàn bộ xã Vĩnh Hòa và xã Hùng Tiến thuộc huyện Vĩnh Bảo.
  67. Thành lập xã Vĩnh Thịnh trên cơ sở toàn bộ xã Thắng Thủy, xã Trung Lập và xã Việt Tiến thuộc huyện Vĩnh Bảo.
  68. Thành lập xã Vĩnh Thuận trên cơ sở toàn bộ xã Vĩnh An, xã Giang Biên và xã Dũng Tiến thuộc huyện Vĩnh Bảo.
  69. Thành lập xã Việt Khê trên cơ sở toàn bộ xã Ninh Sơn và phần còn lại xã Liên Xuân thuộc thành phố Thủy Nguyên.
  70. Thành lập xã Nam An Phụ trên cơ sở toàn bộ xã Quang Thành, xã Lạc Long, xã Thăng Long thuộc thị xã Kinh Môn, một phần xã Tuấn Việt, xã Vũ Dũng thuộc huyện Kim Thành và một phần xã Cộng Hòa thuộc huyện Nam Sách.
  71. Thành lập xã Nam Sách trên cơ sở toàn bộ thị trấn Nam Sách, xã Hồng Phong và xã Đồng Lạc thuộc huyện Nam Sách.
  72. Thành lập xã Thái Tân trên cơ sở toàn bộ xã Minh Tân, xã An Sơn và xã Thái Tân thuộc huyện Nam Sách.
  73. Thành lập xã Trần Phú trên cơ sở toàn bộ xã Quốc Tuấn, xã Hiệp Cát và xã Trần Phú thuộc huyện Nam Sách.
  74. Thành lập xã Hợp Tiến trên cơ sở toàn bộ xã Nam Hưng, xã Nam Tân và xã Hợp Tiến thuộc huyện Nam Sách.
  75. Thành lập xã An Phú trên cơ sở toàn bộ xã An Bình, xã An Phú và phần còn lại xã Cộng Hòa thuộc huyện Nam Sách.
  76. Thành lập xã Thanh Hà trên cơ sở toàn bộ thị trấn Thanh Hà, xã Thanh Sơn và xã Thanh Tân thuộc huyện Thanh Hà.
  77. Thành lập xã Hà Tây trên cơ sở toàn bộ xã Tân An, xã An Phượng và một phần xã Thanh Hải thuộc huyện Thanh Hà.
  78. Thành lập xã Hà Bắc trên cơ sở toàn bộ xã Tân Việt, một phần xã Cẩm Việt và phần còn lại xã Hồng Lạc thuộc huyện Thanh Hà.
  79. Thành lập xã Hà Nam trên cơ sở toàn bộ xã Thanh Xuân, xã Liên Mạc, xã Thanh Lang, một phần xã Thanh An thuộc huyện Thanh Hà và một phần xã Hòa Bình thuộc huyện Kim Thành.
  80. Thành lập xã Hà Đông trên cơ sở toàn bộ xã Thanh Hồng, xã Vĩnh Cường và xã Thanh Quang thuộc huyện Thanh Hà.
  81. Thành lập xã Mao Điền trên cơ sở toàn bộ xã Tân Trường, xã Cẩm Đông và một phần xã Phúc Điền thuộc huyện Cẩm Giàng.
  82. Thành lập xã Cẩm Giàng trên cơ sở toàn bộ xã Lương Điền, xã Ngọc Liên, xã Cẩm Hưng và phần còn lại xã Phúc Điền thuộc huyện Cẩm Giàng.
  83. Thành lập xã Cẩm Giang trên cơ sở toàn bộ thị trấn Cẩm Giang, xã Định Sơn và xã Cẩm Hoàng thuộc huyện Cẩm Giàng.
  84. Thành lập xã Tuệ Tĩnh trên cơ sở toàn bộ xã Đức Chính, xã Cẩm Vũ và xã Cẩm Văn thuộc huyện Cẩm Giàng.
  85. Thành lập xã Kẻ Sặt trên cơ sở toàn bộ thị trấn Kẻ Sặt, xã Vĩnh Hưng, xã Hùng Thắng và một phần xã Vĩnh Hồng thuộc huyện Bình Giang.
  86. Thành lập xã Bình Giang trên cơ sở toàn bộ xã Tân Việt, xã Long Xuyên, xã Hồng Khê, xã Cổ Bì và phần còn lại xã Vĩnh Hồng thuộc huyện Bình Giang.
  87. Thành lập xã Đường An trên cơ sở một phần xã Thúc Kháng, xã Thái Minh, xã Tân Hồng, xã Thái Dương và xã Thái Hòa thuộc huyện Bình Giang.
  88. Thành lập xã Thượng Hồng trên cơ sở toàn bộ xã Bình Xuyên, phần còn lại xã Thúc Kháng, xã Thái Minh, xã Tân Hồng, xã Thái Dương, xã Thái Hòa thuộc huyện Bình Giang và một phần xã Thanh Tùng, xã Đoàn Tùng thuộc huyện Thanh Miện.
  89. Thành lập xã Gia Lộc trên cơ sở toàn bộ xã Gia Tiến và một phần thị trấn Gia Lộc, xã Gia Phúc, xã Yết Kiêu, xã Lê Lợi thuộc huyện Gia Lộc.
  90. Thành lập xã Yết Kiêu trên cơ sở phần còn lại xã Thống Nhất, xã Lê Lợi và xã Yết Kiêu thuộc huyện Gia Lộc.
  91. Thành lập xã Gia Phúc trên cơ sở toàn bộ xã Toàn Thắng, xã Hoàng Diệu, xã Hồng Hưng, một phần xã Thống Kênh, xã Đoàn Thượng, xã Quang Đức và phần còn lại thị trấn Gia Lộc, xã Gia Phúc thuộc huyện Gia Lộc.
  92. Thành lập xã Trường Tân trên cơ sở toàn bộ xã Phạm Trấn, xã Nhật Quang, phần còn lại xã Thống Kênh, xã Đoàn Thượng, xã Quang Đức thuộc huyện Gia Lộc và một phần thị trấn Thanh Miện thuộc huyện Thanh Miện.
  93. Thành lập xã Tứ Kỳ trên cơ sở toàn bộ thị trấn Tứ Kỳ, xã Minh Đức, xã Quang Khải và xã Quang Phục thuộc huyện Tứ Kỳ.
  94. Thành lập xã Tân Kỳ trên cơ sở toàn bộ xã Đại Hợp, xã Tân Kỳ, xã Dân An, xã Kỳ Sơn và một phần xã Hưng Đạo thuộc huyện Tứ Kỳ.
  95. Thành lập xã Đại Sơn trên cơ sở toàn bộ xã Bình Lãng, xã Đại Sơn, phần còn lại xã Hưng Đạo thuộc huyện Tứ Kỳ và phần còn lại xã Thanh Hải thuộc huyện Thanh Hà.
  96. Thành lập xã Chí Minh trên cơ sở toàn bộ xã An Thanh, xã Văn Tố và xã Chí Minh thuộc huyện Tứ Kỳ.
  97. Thành lập xã Lạc Phượng trên cơ sở toàn bộ xã Quang Trung, xã Lạc Phượng và một phần xã Tiên Động thuộc huyện Tứ Kỳ.
  98. Thành lập xã Nguyên Giáp trên cơ sở toàn bộ xã Hà Kỳ, xã Nguyên Giáp, xã Hà Thanh và phần còn lại xã Tiên Động thuộc huyện Tứ Kỳ.
  99. Thành lập xã Ninh Giang trên cơ sở toàn bộ thị trấn Ninh Giang, xã Vĩnh Hòa, xã Hồng Dụ, xã Hiệp Lực thuộc huyện Ninh Giang.
  100. Thành lập xã Vĩnh Lại trên cơ sở toàn bộ xã Ứng Hòe, xã Tân Hương và xã Nghĩa An thuộc huyện Ninh Giang.
  101. Thành lập xã Khúc Thừa Dụ trên cơ sở toàn bộ xã Bình Xuyên, xã Hồng Phong và xã Kiến Phúc thuộc huyện Ninh Giang.
  102. Thành lập xã Tân An trên cơ sở toàn bộ xã Tân Phong, xã An Đức và xã Đức Phúc thuộc huyện Ninh Giang.
  103. Thành lập xã Hồng Châu trên cơ sở toàn bộ xã Tân Quang, xã Văn Hội và xã Hưng Long thuộc huyện Ninh Giang.
  104. Thành lập xã Thanh Miện trên cơ sở toàn bộ xã Cao Thắng, xã Ngũ Hùng, xã Tứ Cường và phần còn lại thị trấn Thanh Miện thuộc huyện Thanh Miện.
  105. Thành lập xã Bắc Thanh Miện trên cơ sở toàn bộ xã Hồng Quang, xã Lam Sơn và xã Lê Hồng thuộc huyện Thanh Miện.
  106. Thành lập xã Hải Hưng trên cơ sở toàn bộ xã Tân Trào, xã Ngô Quyền và xã Đoàn Kết thuộc huyện Thanh Miện.
  107. Thành lập xã Nguyễn Lương Bằng trên cơ sở toàn bộ xã Phạm Kha, phần còn lại của xã Thanh Tùng, xã Đoàn Tùng thuộc huyện Thanh Miện và toàn bộ xã Nhân Quyền thuộc huyện Thanh Hà.
  108. Thành lập xã Nam Thanh Miện trên cơ sở toàn bộ xã Hồng Phong, xã Thanh Giang, xã Chi Lăng Bắc và xã Chi Lăng Nam thuộc huyện Thanh Miện.
  109. Thành lập xã Phú Thái trên cơ sở toàn bộ thị trấn Phú Thái, xã Kim Xuyên, xã Kim Anh, xã Kim Liên thuộc huyện Kịm Thành và phần còn lại xã Thượng Quận thuộc thị xã Kinh Môn.
  110. Thành lập xã Lai Khê trên cơ sở toàn bộ xã Lai Khê, phần còn lại xã Vũ Dũng, xã Tuấn Việt thuộc huyện Kim Thành, phần còn lại xã Cộng Hòa thuộc huyện Nam Sách và phần còn lại xã Thanh An, xã Cẩm Việt thuộc huyện Thanh Hà.
  111. Thành lập xã An Thành trên cơ sở toàn bộ xã Ngũ Phúc, xã Kim Tân và xã Kim Đính thuộc huyện Kim Thành.
  112. Thành lập xã Kim Thành trên cơ sở toàn bộ xã Đồng Cẩm, xã Tam Kỳ, xã Đại Đức và phần còn lại xã Hòa Bình thuộc huyện Kim Thành.
  113. Thành lập đặc khu Cát Hải trên cơ sở toàn bộ thị trấn Cát Hải, thị trấn Cát Bà, xã Đồng Bài, xã Hoàng Châu, xã Nghĩa Lộ, xã Văn Phong, xã Gia Luận, xa Hiền Hào, xã Phù Long, xã Trân Châu, xã Việt Hải, xã Xuân Đám thuộc huyện Cát Hải.
  114. Thành lập đặc khu Bạch Long Vĩ trên cơ sở toàn bộ huyện Bạch Long Vĩ.
  115. Sau khi sắp xếp, thành phố Hải Phòng có 114 đơn vị hành chính cấp xã, gồm 67 xã, 45 phường và 02 đặc khu.